# أليكس مورغان
أليكساندرا مورغان كاراسكو (وُلدت باسم أليكساندرا باتريسيا مورغان؛ 2 يوليو 1989) لاعبة كرة قدم أمريكية معتزلة شاركت في قيادة المنتخب الأمريكي مع كارلي لويد وميغان رابينو من 2018 إلى 2020، ومع ليندسي هوران في 2023.
اختار ويسترن نيويورك فلاش مورغان أول لاعبة في درافت دوري المحترفات لعام 2011، بعد تخرجها مبكرًا من جامعة كاليفورنيا، بيركلي، التي مثّلت فيها فريق كاليفورنيا غولدن بيرز. بدأت هناك مسيرتها الاحترافية وساعدت الفريق في الفوز ببطولة الدوري. كانت مورغان في كأس العالم للسيدات 2011 أصغر لاعبة في صفوف المنتخب الأمريكي، إذ كانت في الثانية والعشرين من عمرها آنذاك، وساهمت في مشوار الفريق الذي تُوّج بالمركز الثاني. سجلت في أولمبياد لندن 2012 هدف الفوز في الدقيقة 123 من مباراة نصف النهائي على كندا. اختتمت مورغان عام 2012 برصيد لافت بلغ 28 هدفًا و21 تمريرة حاسمة، لتصبح إلى جانب ميا هام اللاعبتين الوحيدتين في تاريخ الكرة الأمريكية اللتين تحققان إنجاز 20 هدفًا و20 تمريرة حاسمة في عام واحد، كما أصبحت سادس لاعبة أمريكية تسجل 20 هدفًا في موسم واحد، والأصغر سنًا بينهن. اختيرت لاحقًا أفضل لاعبة كرة قدم في الولايات المتحدة وكانت مرشحة نهائية لجائزة أفضل لاعبة في العالم من الفيفا. كما ساعدت مورغان الولايات المتحدة في الفوز بألقاب كأس العالم 2015 و2019، واختيرت ضمن الفريق المثالي لكلا البطولتين، وحصلت على الحذاء الفضي في نسخة 2019.
انضمت مورغان إلى نادي بورتلاند ثورنز في الموسم الافتتاحي للدوري الوطني لكرة القدم للسيدات (NWSL) في 2013 وساعدت الفريق في الفوز ببطولة الدوري في ذلك العام. لعبت مع ثورنز حتى موسم 2015، ثم انتقلت إلى الفريق المستحدث أورلاندو برايد. وقّعت عام 2017 مع نادي ليون الفرنسي، وفازت معه بالثلاثية القارية الأوروبية، التي شملت دوري أبطال أوروبا. انضمت مورغان إلى الفريق المستحدث سان دييغو ويف في 2022؛ وحصلت  على جائزة الحذاء الذهبي للدوري الوطني بصفتها أفضل هدافة في ذلك العام وساعدت في الفوز بدرع الدوري في الموسم التالي.
بعيدًا عن نشاطها الرياضي، تعاونت مورغان مع دار النشر سيمون وشوستر في تأليف سلسلة كتب للأطفال بعنوان ذا كيكس، تسلط الضوء على قصة أربع لاعبات كرة قدم شابات. حقق الكتاب الأول في السلسلة، إنقاذ الفريق، نجاحًا بارزًا وحل في المرتبة السابعة في قائمة نيويورك تايمز لأكثر الكتب مبيعًا في مايو 2013. وفي أول تجربة تمثيلية لها، جسّدت مورغان نسخة خيالية من نفسها في فيلم أليكس وأنا، الذي صدر في يونيو 2018.
صنّفتها مجلة تايم في عام 2015 اللاعبة الأمريكية الأعلى أجرًا، ويُعزى ذلك بشكل أساسي إلى عقود الرعاية المتعددة التي وقّعتها مع عدد من الشركات الكبرى. أصبحت أليكس مورغان في عام 2015 أول لاعبة كرة قدم تُدرج على غلاف سلسلة ألعاب فيفا من إنتاج إي إيه سبورتس، إلى جانب الكندية كريستين سينكلير والأسترالية ستيف كاتلي، إذ ظهرت مورغان على الغلاف الأمريكي للعبة فيفا 16 بجانب ليونيل ميسي. كما ظهرت لاحقًا كشخصية تفاعلية في طور 'مشوار الاحتراف' بلعبة  فيفا 19. اختيرت واحدة من أكثر 100 شخصية تأثيرًا في العالم وفق تصنيف مجلة تايم لعامي 2019 و2022.
أعلنت مورغان في 5 سبتمبر 2024 عبر وسائل التواصل الاجتماعي إعتزالها، وأن مباراتها الأخيرة ستكون في 8 سبتمبر 2024.

## النشأة
وُلدت أليكس مورغان لأبويها باميلا ومايكل مورغان في ضاحية سان ديماس بمقاطعة لوس أنجلوس، كاليفورنيا، ونشأت مع شقيقتيها الأكبر سناً، جيني وجيري، في ضاحية دياموند بار القريبة. كانت رياضية متعددة المواهب في طفولتها وبدأت لعب كرة القدم في سن مبكرة مع منظمة كرة القدم الشبابية الأمريكية (AYSO)، وكان والدها من بين أوائل مدربيها. لكنها لم تبدأ اللعب في كرة القدم التنافسية على مستوى الأندية حتى بلغت 14 عامًا عندما انضمت إلى فريق سيبريس إيليت. فازت مع الأخير ببطولة دوري كوست سوكر (CSL) لفئة تحت 16 سنة وحصلت على المركز الثالث في فئة تحت 19 سنة.
التحقت مورغان بمدرسة دياموند بار الثانوية، واختيرت ثلاث مرات ضمن أفضل لاعبات الدوري، كما منحتها الرابطة الوطنية لمدربي كرة القدم في أمريكا (NSCAA) لقب "أمريكية متميزة". اشتهرت في المدرسة بسرعتها وقدرتها على الركض. كما لعبت مورغان في فرق برنامج التنمية الأولمبي (ODP) على المستويين الإقليمي والمحلي. أشادت لاحقًا بالبرنامج بوصفه جزءًا أساسيًا من تطور مسيرتها الكروية، قائلة: "... برامج مثل ODP ساعدتني بشكل خاص لأنني انضممت إلى مشهد الأندية متأخرة، وكان من المهم بالنسبة لي أن ألعب قدر الإمكان، مع أفضل اللاعبين وأتعلم من أفضل المدربين. كان ذلك حاسمًا لتطوري بالنسبة لي."
استُدعيت مورغان للمنتخب الوطني الأمريكي تحت 20 سنة في عام 2006 عندما كانت في السابعة عشرة من عمرها. تعرضت لإصابة في الرباط الصليبي الأمامي أثناء مباراة ودية ضد المنتخب الوطني للشباب الذكور ولم تلعب مع الفريق مجددًا حتى أبريل 2008.

### كاليفورنيا غولدن بيرز (2007–2010)
التحقت مورغان بجامعة كاليفورنيا، بيركلي، ولعبت لفريق كاليفورنيا غولدن بيرز من 2007 إلى 2010. تصدّرت قائمة هدّافات الفريق في موسمها الأول. سجلت مورغان هدف التعادل قبل أقل من دقيقتين من نهاية الوقت الأصلي خلال مباراة ضد ستانفورد في الدور الثاني من بطولة القسم الأول لكرة القدم النسائية (NCAA) لعام 2007، مما أدى إلى تعادل 1-1، لكن الفريق خسر في النهاية بركلات الترجيح. قادت مورغان فريق كاليفورنيا بتسجيلها أهدافًا حاسمة، وساهمت في وصول الفريق إلى بطولة NCAA لأربع سنوات متتالية رغم غيابها المتكرر بسبب التزاماتها مع المنتخب الوطني الأمريكي في أثناء مسيرتها الجامعية، متقدمة إلى الدور الثاني مرتين.
ترشحت مورغان لجائزة هيرمان في سنتها الثالثة، وأصبحت أول لاعبة من غولدن بيرز تصل إلى قائمة الثلاثة الأوائل للجائزة. كما كانت واحدة من أربع مرشحات نهائيات لجائزة هوندا الرياضية، التي تُمنح لأفضل مرشحة شاملة في كل رياضة.
أنهت مورغان مسيرتها الجامعية وهي في المركز الثالث من حيث الأهداف المسجلة (45) والنقاط (106) لفريق كاليفورنيا. تخرجت من بيركلي قبل فصل دراسي واحد، وحصلت على درجة البكالوريوس في الاقتصاد السياسي.

## مسيرتها الكروية

### ويسترن نيويورك فلاش (2011)

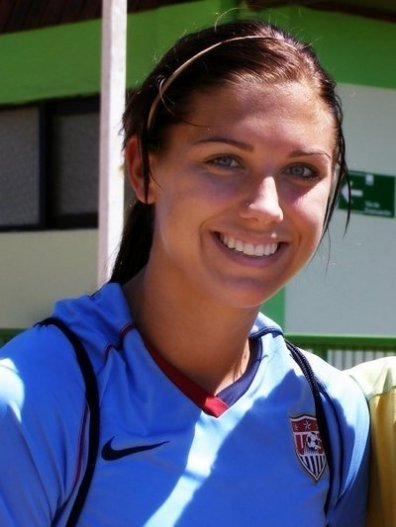
مورغان عام 2011

اختار ويسترن نيويورك فلاش أليكس مورغان لتكون أول لاعبة في درافت دوري المحترفات لعام 2011. كانت أول لاعبة من جامعة كاليفورنيا تُختار في الجولة الأولى من دوري المحترفات. سجّلت مورغان أول أهدافها مع فريق ويسترن نيويورك فلاش خلال المباراة الافتتاحية على أرض الفريق، والتي انتهت بفوزه بنتيجة 3–0 على فريق أتلانتا بيت، وذلك في 1 مايو 2011. شاركت خلال موسم 2011 في 14 مباراة وسجلت أربعة أهداف. فاز النادي بلقب الموسم وبطولة دوري المحترفات في نفس العام.

### سيتل ساوندرز (2012)
انضمت مورغان إلى زميلاتها في المنتخب الوطني هوب سولو، سيدني ليرو، ميغان رابينو، وستيفاني كوكس في فريق سياتل ساوندرز لموسم 2012 بعد تعليق دوري المحترفات عملياته في أوائل 2012 بسبب صعوبات قانونية ومالية. قالت مورغان عن انضمامها: "أنا متحمسة للعب في مدينة شغوفة جدًا بكرة القدم. ساوندرز لديها من أفضل جماهير الدعم في الدوري الأمريكي، إن لم تكن الأفضل. لا يمكنني إلا أن أتخيل كيف سيكون رد فعل جماهير سياتل لوجود فريق نسائي محترف كامل في المستقبل."
شاركت مورغان في ثلاث مباريات فقط خلال الموسم بسبب ارتباطاتها مع المنتخب الوطني واستعداداتها لأولمبياد لندن. سجّلت هدفين وقدّمت تمريرتين حاسمتين خلال 253 دقيقة لعب. شهد نادي ساوندرز حضوراً جماهيرياً مرتفعاً، إذ نفدت تذاكر تسع من أصل عشر مباريات أُقيمت على أرضه في ملعب ستارفاير، الذي يتسع لـ4,500 متفرج، مدعوماً بوجود نجمات المنتخب الوطني ضمن صفوف الفريق. وكان متوسط الحضور الجماهيري خلال موسم 2012 الأعلى على الإطلاق، متفوقاً على أقرب منافسيه بأربعة أضعاف.

### بورتلاند ثورنز (2013–2015)
كانت أليكس مورغان في 11 يناير 2013 واحدة من ثلاث لاعبات من المنتخب الأمريكي اللواتي انضممن إلى صفوف بورتلاند ثورنز، وذلك ضمن آلية توزيع اللاعبات استعداداً للموسم الافتتاحي للدوري الوطني. وسرعان ما أعلنت حضورها القوي، حين أحرزت هدفها الأول مع الفريق خلال المباراة الافتتاحية على أرضية ملعب جيلد-وين، أمام حشد جماهيري بلغ 16,479 متفرجاً، مساهِمة في فوز ثمين على سياتل رين بنتيجة 2-1. أنهت مورغان الموسم وهي أفضل لاعبة في الفريق من حيث عدد النقاط، وتقاسمت لقب الهدافة مع زميلتها كريستين سينكلير، بعدما سجلت ثمانية أهداف وقدمت خمس تمريرات حاسمة، بمجموع 21 نقطة. حل الفريق ثالثاً في ترتيب الدوري خلال الموسم تحت قيادة المدربة سيندي بارلو كون. تُوّج بورتلاند في 31 أغسطس 2013 بالنسخة الأولى من الدوري بعد فوزه على ويسترن نيويورك فلاش، بطل الموسم، بهدفين دون مقابل، وقد ساهمت مورغان في الهدف الثاني بتمريرة حاسمة. واختيرت في 28 أغسطس ضمن التشكيلة المثالية الثانية للدوري، تقديراً لأدائها اللافت.
عادت أليكس مورغان إلى صفوف بورتلاند ثورنز في موسم 2014، تحت قيادة المدرب الجديد بول رايلي. وفي ذلك الموسم، شاركت في 15 مباراة وسجّلت ستة أهداف. أنهى الفريق الموسم في المركز الثالث، محققاً عشرة انتصارات مقابل ثماني هزائم وستة تعادلات، وضمن تأهله إلى الأدوار الإقصائية للموسم الثاني على التوالي. إلا أن مشواره توقف في نصف النهائي بعد خسارته أمام نادي كانساس سيتي، الذي تُوّج لاحقًا بالبطولة، بنتيجة 2-0.
اقتصرت مشاركة مورغان في موسم 2015 على أربع مباريات فقط، نظراً لارتباطها مع المنتخب الوطني في منافسات كأس العالم 2015. سجّلت هدفًا وحيدًا خلال تعادل مثير بنتيجة 3-3 أمام فريق واشنطن سبيريت في 31 أغسطس. أنهى ثورنز الموسم في المركز السادس، بعد أن حقق ستة انتصارات مقابل تسع هزائم وخمس تعادلات، ليغيب بذلك عن الملحق للمرة الأولى منذ انطلاق الدوري.

### أورلاندو برايد (2016)

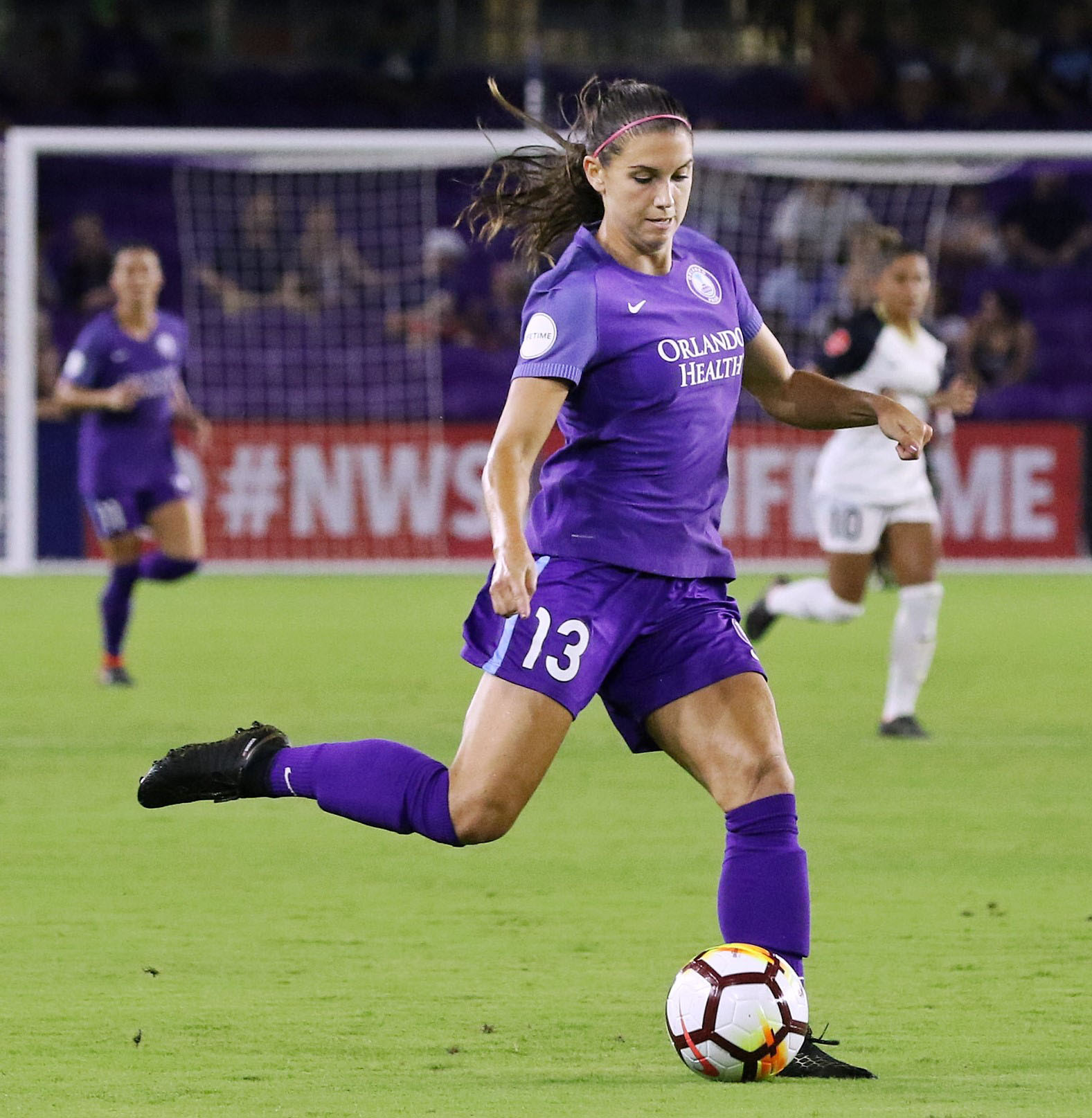
مورغان مع أورلاندو برايد في مايو 2016

أعلن نادي أورلاندو برايد في 26 أكتوبر 2015 ضم أليكس مورغان من بورتلاند ثورنز، في صفقة شملت أيضًا انتقال زميلتها كايلين كايل. حصل ثورنز بموجب هذه الصفقة على أولى اختيارات أورلاندو برايد في كل من درافت الفرق المستحدثة لعام 2015 ودرافت الجامعات لعام 2016، إلى جانب مكان في القائمة الدولية للفريق لموسمي 2016 و2017. شاركت مورغان في 15 مباراة وسجّلت أربعة أهداف في موسمها الأول مع برايد. أنهى الفريق الموسم في المركز التاسع، محققاً ستة انتصارات مقابل ثلاث عشرة هزيمة وتعادل وحيد، تحت قيادة المدرب توم سيرماني.

### ليون (2017)

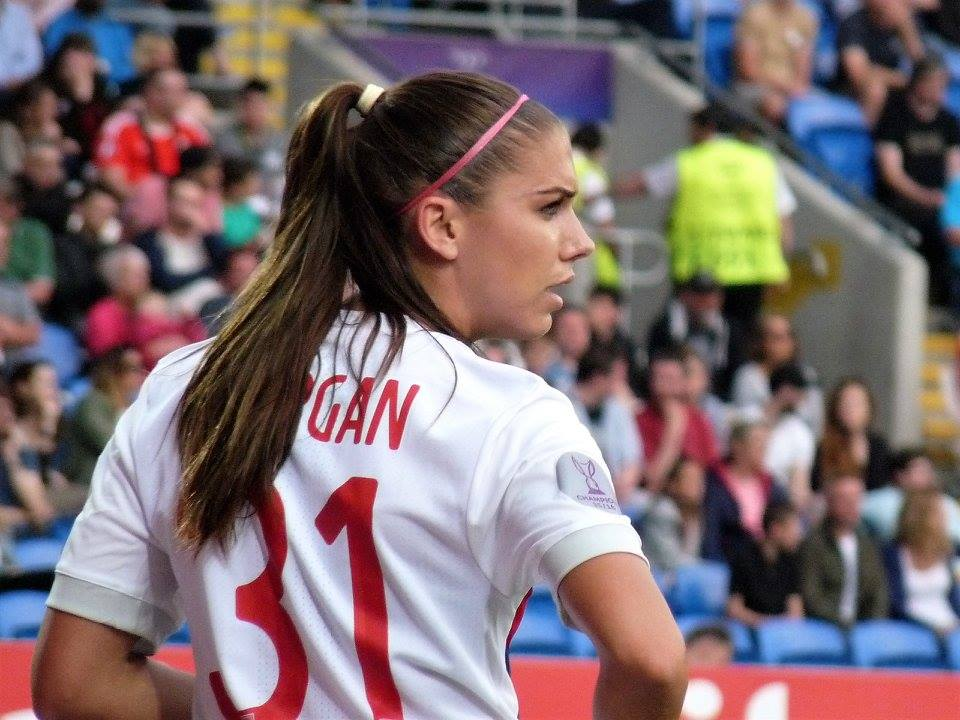
مورغان مع ليون خلال نهائي دوري أبطال أوروبا للسيدات، يونيو 2017

وقّعت أليكس مورغان عقداً مع نادي أولمبيك ليون في 5 يناير 2017، بطل الدوري الفرنسي، مدة ستة أشهر مع خيار مشترك لتمديده لموسم إضافي. وقد قُدّر راتبها الشهري حينها بنحو 33,000 دولار أمريكي، ما جعل انتقالها محط أنظار الإعلام الرياضي.
ظهرت أول مرة في دوري الدرجة الأولى 2016-17 في 14 يناير أثناء فوز الفريق 3-0 على إن أفان دو غانغان وقدمت تمريرتين حاسمتين. سجلت هدفين في الشوط الثاني لتساعد الفريق على الفوز 5-0 ضد إيه إس بي تي تي ألبي في 17 مارس. سجلت هدفين في فوز الفريق 9-0 على إيه إس جيه سوايو في 7 مايو، وبعد ذلك أُعلن النادي بطلاً للدوري للموسم التاسع على التوالي. سجلت خمسة أهداف في ثماني مباريات طوال الموسم.
سجلت مورغان في 12 مارس ثلاثية ضد روديز لتقود ليون إلى فوز 6-0 والتأهل إلى نصف نهائي كأس فرنسا. سجلت أربعة أهداف وقدمت تمريرتين حاسمتين خلال نصف النهائي ضد هينين-بومون (ثلاثة من الأهداف الأربعة جاءت في غضون عشر دقائق). فاز ليون بالكأس بعد ركلات الترجيح في 19 مايو. لم تلعب مورغان في نهائي كأس فرنسا بسبب إصابة مستمرة في أوتار الركبة تعرضت لها خلال مباراة ضد باريس سان جيرمان.
ظهرت مورغان للمرة الأولى في دوري أبطال أوروبا موسم 2016–17 خلال مباراة ذهاب ربع النهائي، التي أقيمت في 23 مارس، وأسفرت عن فوز فريقها 2–0 على فولفسبورغ. في 1 يونيو، لعبت في التشكيلة الأساسية في نهائي دوري الأبطال لكنها خرجت من الملعب بعد 23 دقيقة بسبب إصابة في أوتار الركبة. فاز ليون بالمباراة بعد ركلات الترجيح.

### العودة إلى أورلاندو (2017-2020)
عقب نهائي دوري أبطال أوروبا، أعلن نادي أورلاندو برايد في 21 يونيو 2017 انضمام أليكس مورغان إلى القائمة النشطة للفريق لموسم 2017، بعد الاستغناء عن اللاعبة كريستينا بوركنرود لإفساح المجال ضمن قائمة الفريق المكونة من 20 لاعبة. عادت مورغان إلى المشاركة التنافسية في 1 يوليو، وخاضت مباراة ضد شيكاغو ريد ستارز بعد تعافيها من إصابة في أوتار الركبة التي تعرضت لها خلال نهائي دوري الأبطال. وقدّمت أداءً لافتًا خلال الموسم، إذ سجلت تسعة أهداف في 14 مباراة، وساهمت في تحقيق الفريق لسجل بلغ 11 فوزًا، 6 هزائم و7 تعادلات. شاركت مورغان في أول مباراة ملحق في تاريخ برايد ضمن الدوري الوطني في 7 أكتوبر، والتي انتهت بالخسارة 4–1 أمام ناديها السابق، بورتلاند ثورنز، الذي تُوّج لاحقًا بالبطولة. واختيرت مورغان ضمن التشكيلة المثالية الثانية للدوري الوطني لموسم 2017.
أعلنت مورغان في سبتمبر من العام ذاته أنها لن تفعّل خيار التمديد مع أولمبيك ليون، مؤكدة عودتها إلى أورلاندو برايد للمشاركة في بداية موسم 2018، رغم تضمن عقدها مع النادي الفرنسي إمكانية العودة للموسم التالي. لم يتمكن الفريق من تكرار نجاح حملة 2017، إذ حل سابعاً من بين تسعة فرق في الدوري، محققًا 8 انتصارات مقابل 10 هزائم و6 تعادلات. شاركت مورغان في 19 مباراة خلال الموسم، وأحرزت خمسة أهداف.
قضت مورغان معظم فترتها خلال موسم 2019، في التزامات دولية، أبرزها مشاركتها في كأس العالم، قبل أن تُنهي الموسم مصابة. ظهرت في ست مباريات فقط مع أورلاندو برايد، دون أن تسجّل أي هدف، وهي المرة الأولى التي تُنهي فيها موسمًا مع الفريق دون أهداف.
أعلنت عن حملها في أكتوبر 2019، وأنجبت طفلتها الأولى في مايو 2020. غابت مورغان عن بطولة كأس التحدي 2020 التي أُقيمت في أوائل الصيف بعد تعطيل الموسم بسبب جائحة كوفيد-19. وعادت لاحقًا إلى تدريبات الفريق في سبتمبر، استعدادًا لسلسلة مباريات الخريف التي أُقيمت بين شهري سبتمبر وأكتوبر ختاماً للموسم.

### توتنهام هوتسبير (2020)
وقّعت مورغان عقدًا قصير الأجل مع نادي توتنهام هوتسبير المنافس في الدوري الإنجليزي الممتاز في 12 سبتمبر 2020، يمتد من سبتمبر حتى ديسمبر من العام نفسه، مع خيار التمديد حتى نهاية موسم 2020–2021 في مايو 2021. احتفظ نادي أورلاندو برايد بحقوقها في الدوري الوطني في الولايات المتحدة. جاء انضمام مورغان إلى الفريق الإنجليزي في وقت كانت لا تزال فيه تعمل على استعادة لياقتها البدنية، بعد فترة غياب عن المنافسات منذ أغسطس 2019، وولادتها لطفلتها الأولى في مايو 2020. ظهرت مورغان أول مرة بقميص توتنهام في 7 نوفمبر 2020، عندما دخلت بديلة في الدقيقة 69 خلال مباراة انتهت بالتعادل 1–1 أمام ريدينغ في الدوري. شاركت أساسية للمرة الأولى في 14 نوفمبر، وذلك حين خاضت الشوط الأول من مباراة انتهت بالتعادل 2–2 مع بريستول سيتي قبل أن تُستبدل في بداية الشوط الثاني. واجهت في ثالث ظهور لها الغريم التقليدي أرسنال ضمن مرحلة مجموعات كأس الرابطة، ودخلت بديلة في الشوط الثاني من المباراة التي انتهت بالتعادل 2–2، واحتُكم فيها إلى ركلات الترجيح. أهدرت مورغان الركلة الأخيرة التي علت العارضة، لتنتهي المباراة بخسارة توتنهام 5–4. سجلت أول أهدافها مع النادي في 6 ديسمبر 2020، من ركلة جزاء في الدقيقة 84، مساهمة في فوز الفريق بنتيجة 3–1 على برايتون، وهو أول انتصار لتوتنهام في الدوري ذلك الموسم. أحرزت هدفها الثاني من ركلة جزاء أخرى في فوز 3–1 على أستون فيلا، وذلك في الأسبوع التالي. أعلن نادي توتنهام هوتسبير في 21 ديسمبر 2020 عن إنهاء عقد مورغان وعودتها إلى الولايات المتحدة، لتواصل مسيرتها مع أورلاندو برايد.

### العودة إلى أورلاندو (2021)
عادت مورغان إلى صفوف نادي أورلاندو برايد استعدادًا لموسم 2021 في الدوري الوطني. عادت إلى الملاعب بقميص أورلاندو في 21 أبريل 2021 بعد غيابها عن انطلاقة بطولة كأس التحدي 2021 بسبب مشاركتها مع المنتخب الأمريكي في مباريات ودية أمام السويد وفرنسا، في فوز 1–0 على واشنطن سبيريت، في أول مشاركة لها مع النادي منذ أغسطس 2019، أي بعد غياب دام 609 أيام. وقدّمت تمريرة حاسمة لسيدني ليرو التي سجلت الهدف الوحيد في المباراة. سجّلت مورغان أهدافًا في أول أربع مباريات لها في الموسم، مساهِمة في حفاظ أورلاندو برايد على صدارته دون هزيمة حتى نهاية مايو. وبهذا الأداء، أصبحت أول لاعبة في تاريخ الدوري الوطني تسجل في المباريات الأربع الافتتاحية لموسم واحد. اختيرت مورغان أفضل لاعبة في الدوري لشهر مايو 2021 تقديرًا لأدائها، وذلك للمرة الثانية في مسيرتها الاحترافية.

### سان دييغو ويف (2022–2024)

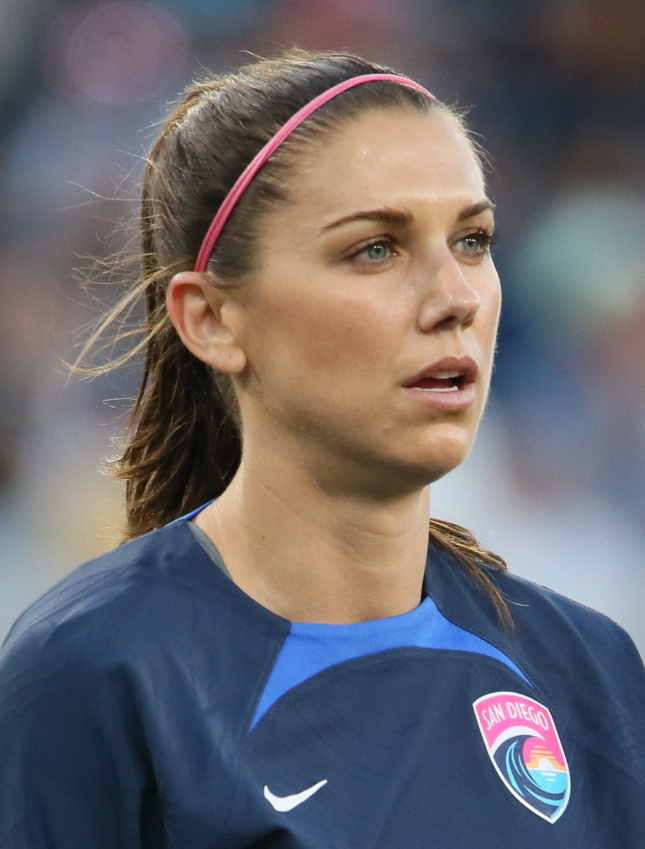
مورغان مع نادي ويف عام 2023.

أعلن نادي سان دييغو ويف، الفريق الجديد في الدوري الوطني في 13 ديسمبر 2021، عن تعاقده مع أليكس مورغان. كُشف عن تفاصيل الصفقة بعد ثلاثة أيام من فتح نافذة الانتقالات، حيث تلقى نادي أورلاندو برايد مبلغ تخصيص قياسي بلغ 275,000 دولار، بالإضافة إلى اللاعبة أنغاراد جيمس، مقابل انتقال أليكس مورغان.
سجلت مورغان 15 هدفًا في 17 مباراة خلال موسم 2022، من بينها خمسة من ركلات جزاء. وتوّجت بلقب الحذاء الذهبي لكونها أفضل هدافة في الدوري، متقدمة بهدف على صوفيا سميث وثلاثة أهداف على ديبينيا. سجلت أربعة أهداف أمام نادي غوثام في 7 مايو، لتصبح ثالث لاعبة في تاريخ الدوري تسجل أربعة أهداف في مباراة واحدة، بعد سام كير وكريستين هاميلتون. ساهمت أهداف مورغان في تأهل فريقها ليصبح أول فريق مستجد يبلغ الملحق ويصل إلى نصف النهائي قبل أن يُقصى على يد بورتلاند ثورنز، بطل الدوري.
قادت مورغان سان دييغو ويف في الموسم التالي لتحقيق 11 فوزًا مقابل 4 تعادلات و7 هزائم، ما مكّن الفريق من التتويج بدرع الدوري الوطني بصفته أفضل فريق في الترتيب العام للموسم. سجلت هدفًا في الجولة الأخيرة من الموسم ضد راسينغ لويزفيل في المباراة التي أنتهت بنتيجة 2-0، والذي منح ويف الصدارة بفارق نقطتين عن بورتلاند ثورنز. ورغم ذلك، خسر الفريق مباراته الأولى في الملحق أمام سياتل رين. أنهت مورغان الموسم برصيد سبعة أهداف، ما وضعها في المركز الخامس ضمن قائمة هدافات الدوري.
افتتحت مورغان موسم 2024 بتسجيل هدف الفوز في نهائي كأس التحدي في الدقيقة 88، مانحة فريقها أول لقب في البطولة. غير أن هذا الانطلاقة لم تُترجم إلى استمرارية هجومية، إذ فشلت في هز الشباك خلال أول 14 مباراة في الدوري.
أعلنت مورغان في 5 سبتمبر 2024 عبر حساباتها على وسائل التواصل الاجتماعي نيتها الاعتزال بعد مباراة فريقها ضد نورث كارولاينا كوريج في 8 سبتمبر، وكشفت في الوقت ذاته عن حملها الثاني. احتلت المركز الرابع في قائمة الهدافات التاريخيات للدوري الوطني، بعدما سجلت 60 هدفًا حتى موعد إعلان اعتزالها. حملت مورغان شارة القيادة في المباراة الختامية، وارتدت القميص رقم 63، احتفالًا بظهورها رقم 63 مع سان دييغو ويف. واستبدلت بعد مرور 13 دقيقة، في إشارة رمزية إلى رقمها التاريخي "13". عُرضت قبل المباراة مقاطع مصورة توثق مسيرتها، واختتمت المناسبة بكلمة ألقتها أمام الجماهير قالت فيها: "شهدت مسيرتي لحظات لا تُنسى، لكن هذه اللحظة، التي أشاركها معكم اليوم على هذا الملعب، ستظل الأعز إلى قلبي. من أعماق روحي... شكرًا." شهدت المباراة تغطية إعلامية غير مسبوقة، إذ كانت أول حدث رياضي نسائي يُبث بشكل متزامن على عدة منصات شملت شبكة سي بي إس سبورتس، أمازون برايم فيديو، إي إس بي إن2، وإي إس بي إن+.

## مسيرتها الدولية

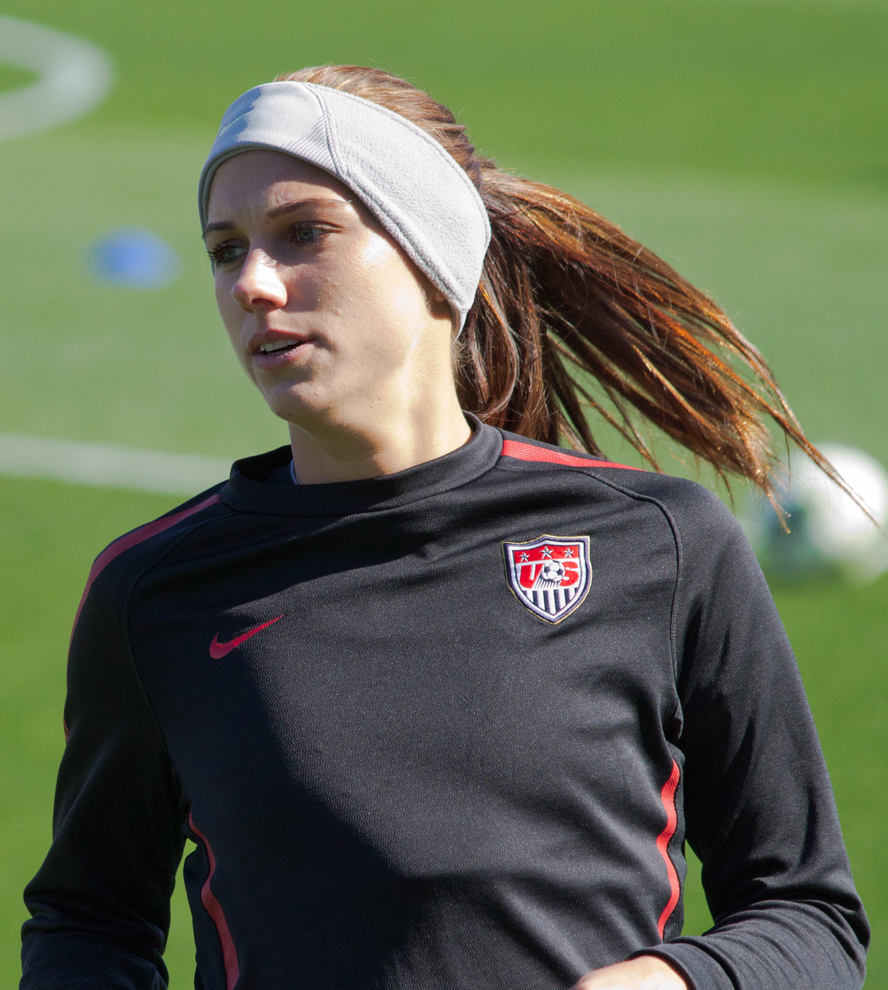
مورغان مع المنتخب الأمريكي في فريسكو، تكساس عام 2012

تأخّر انضمام أليكس مورغان إلى صفوف منتخب الولايات المتحدة تحت 20 سنة حتى أبريل 2008 بسبب إصابة في الرباط الصليبي الأمامي تعرضت لها عام 2007، والتي أعاقت تطورها في تلك المرحلة. خاضت أولى مبارياتها الدولية مع الفريق في بطولة كونكاكاف تحت 20 سنة عام 2008 التي أُقيمت في بويبلا، المكسيك، وسجلت هدفها الدولي الأول ضد منتخب كوبا.
اختيرت مورغان ضمن قائمة المنتخب المشارك في كأس العالم تحت 20 سنة عام 2008 في تشيلي، حيث تألقت تألقًا لافتًا، مسجلة أربعة أهداف ضد فرنسا، الأرجنتين، وكوريا الشمالية. وجاء هدفها الرابع في المباراة النهائية ضد كوريا الشمالية، ليمنح الولايات المتحدة لقب البطولة. وقد صُوّت على هذا الهدف على أنه أفضل هدف في البطولة، وحل في المركز الثاني في جائزة أفضل هدف في العام التي يمنحها الاتحاد الدولي لكرة القدم (الفيفا). نالت مورغان الحذاء البرونزي بعد أن حلّت ثالثة في قائمة الهدافات، والكرة الفضية إثر اختيارها ثاني أفضل لاعبة في البطولة، خلف زميلتها سيدني ليرو.
بدأت مورغان مشوارها مع المنتخب الأمريكي الأول في عام 2010، عندما ظهرت أول مرة بديلةً في مباراة ودية ضد المكسيك في مارس من ذلك العام. سجلت أول أهدافها الدولية مع المنتخب الأول في أكتوبر 2010، حين دخلت بديلةً وسجلت هدف التعادل 1-1 أمام الصين. غير أن لحظة بروزها الحاسمة جاءت في نوفمبر، خلال مواجهة حاسمة ضد منتخب إيطاليا في التصفيات المؤهلة لكأس العالم. نجحت في تسجيل هدف الفوز في الدقيقة الرابعة من الوقت بدل الضائع بعد دخولها في الدقيقة 86، مانحةً الولايات المتحدة انتصارًا ثمينًا 1-0 في مباراة الذهاب على أرض الخصم، وهي لحظة اعتُبرت نقطة تحول في مسيرتها الدولية.

### كأس العالم (2011)
كانت مورغان أصغر لاعبة ضمن تشكيلة منتخب الولايات المتحدة الأمريكية في كأس العالم 2011، والتي أنهاها المنتخب في المركز الثاني. برزت مورغان في البطولة رغم أنها كانت ضمن التشكيلة البديلة، وسجلت أول أهدافها في كأس العالم في الدقيقة 82 من مباراة نصف النهائي أمام فرنسا في 13 يوليو 2011، موسعة الفارق إلى 3–1، ومؤمنة الفوز الذي ضمن للولايات المتحدة التأهل إلى النهائي. وفي المباراة النهائية ضد اليابان، دخلت مورغان في الشوط الأول بديلةً، وسرعان ما أثبتت تأثيرها بتسجيلها هدف الافتتاح في الدقيقة 69. كما أرسلت تمريرة حاسمة لزميلتها آبي وامباك، التي سجلت هدفًا في الدقيقة 104 في الأشواط الإضافية. أصبحت مورغان بهذا الأداء أول لاعبة في تاريخ نهائيات كأس العالم للسيدات تسجل هدفًا وتقدم تمريرة حاسمة في نهائي البطولة. حلت مورغان ثامناً في تصويت الفيفا لأفضل لاعبة في العالم في نهاية عام 2011، تأكيدًا لدورها المحوري والمتنامي في المنتخب الوطني الأمريكي.

### أولمبياد لندن (2012)
أثبتت مورغان أنها عنصراً أساسيًا في تشكيلة المنتخب ابتداءً من يناير 2012، حين لعبت دورًا حاسمًا في نهائي تصفيات الكونكاكاف الأولمبية، مسجلة هدفين وصانعة هدفين آخرين لآبي وامباك، في الفوز 4–0 على كندا، الدولة المضيفة. باتت مورغان منذ تلك المباراة عنصرًا ثابتًا في التشكيلة الأساسية للمنتخب. سجلت مورغان 14 هدفًا في 12 مباراة بين شهري يناير ومايو 2012، بما في ذلك ثلاث مباريات متتالية سجلت خلالها هدفين في كل مباراة. كما أحرزت أول هاتريك لها مع المنتخب الوطني في 7 مارس، في الفوز 4–0 على السويد ضمن مباراة تحديد المركز الثالث في بطولة كأس الغارف. رُشحت مورغان في يونيو لجائزة إيسبي لأفضل رياضي صاعد.
واصلت مورغان تألقها في أولمبياد لندن 2012 بتسجيلها هدف التعادل والهدف الحاسم أمام فرنسا في مباراة افتتاح مرحلة المجموعات. وقدمت تمريرة حاسمة في كل مباراة من المباريات الأولمبية الثلاث التالية، اثنتان منها كانت لمصلحة آبي وامباك.

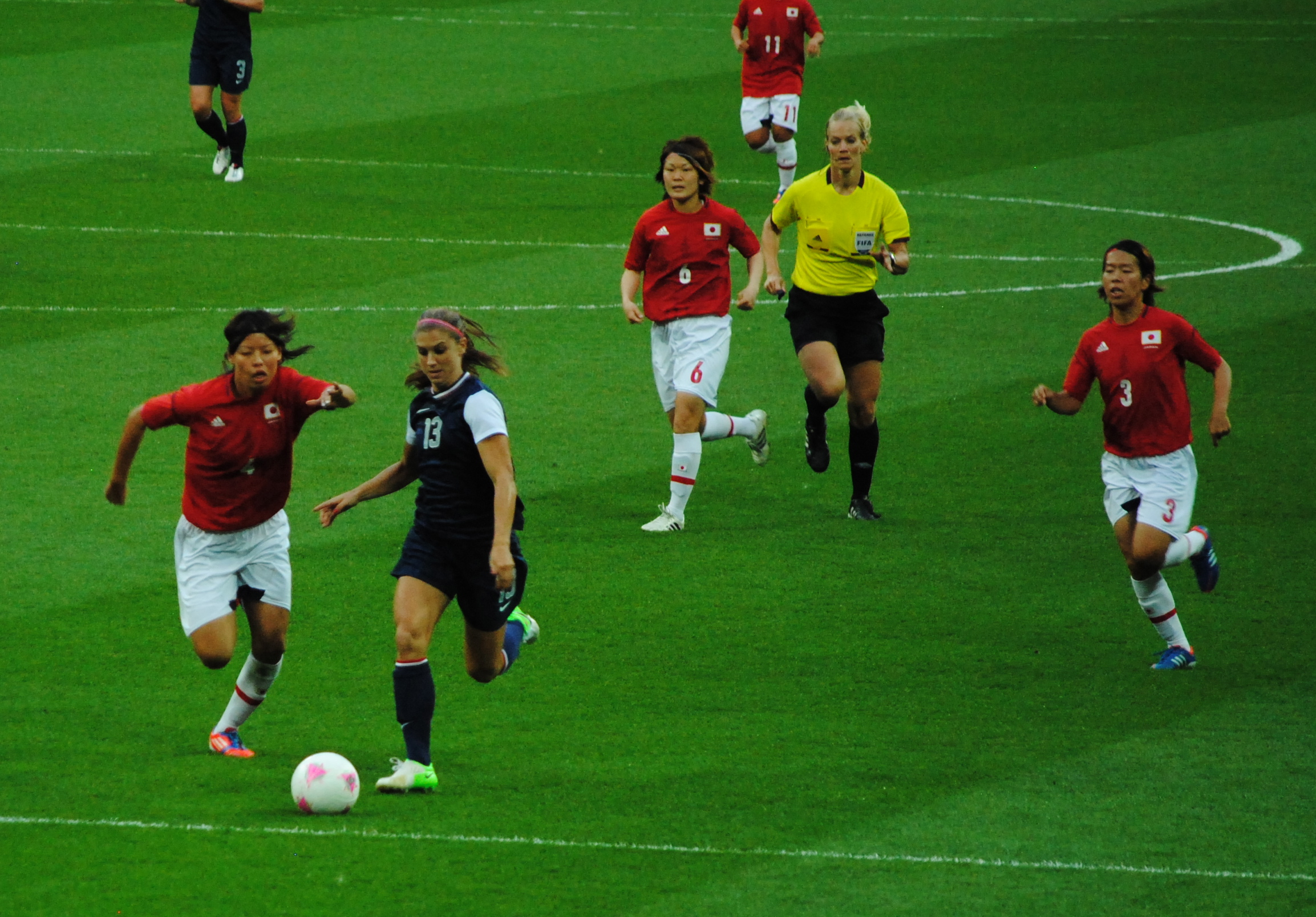
تتحدى مورغان المدافعة اليابانية ساكي كوماجاي على الكرة في حين تراقبها ميزوهو ساكاجوتشي (6) وأزوسا إيواشيميزو (3) خلال مباراة الميدالية الذهبية في دورة الألعاب الأولمبية الصيفية 2012.

بلغت قمة تألقها في نصف نهائي البطولة أمام كندا، حين سجلت هدف الفوز في الدقيقة 123 من الوقت الإضافي،  ليكونَ أقصى هدف تُسجِّله لاعبة أمريكية في التاريخ، وكذلك رقم قياسي في تاريخ الفيفا. وكان ذلك الهدف تتويجًا لمسيرتها الزاخرة بالأهداف الحاسمة في اللحظات المتأخرة، إذ سُجّل 17 من أصل 28 هدفًا لها في بدايات مسيرتها بعد الدقيقة الـ60. بلغَ رصيد مورغان 20 هدفًا في عام 2012، لتصبحَ بذلك أصغرَ لاعبةٍ أمريكيةٍ – والسادسةَ على الإطلاق – تُحقّق هذا الإنجازَ في عامٍ واحد. قدمت مورغان تمريرة حاسمة لكارلي لويد في النهائي ضد اليابان، والذي انتهى بفوز الولايات المتحدة 2–1، مساهمة بشكل مباشر في التتويج بالميدالية الذهبية. أنهت مورغان البطولة برصيد ثلاثة أهداف وأربع تمريرات حاسمة – الأعلى في الفريق (متعادلة مع رابينو و وامباش) – ومجموع عشر نقاط، مما جعلها من أبرز نجمات الدورة الأولمبية. قامت مدرستها الثانوية السابقة بتعليق القميص رقم 13 تكريمًا لإنجازاتها.
شهد عام 2012 أداءً استثنائيًا لمورغان، حيث قادت المنتخب في الأهداف (28)، والتمريرات الحاسمة (21)، والنقاط (77)، بالإضافة إلى تسع مباريات سجلت فيهم أكثر من هدف، لتسهم بمفردها في 41% من أهداف المنتخب طوال العام، متفوقة على جميع خصوم الفريق مجتمعين. باتت مورغان ثاني لاعبة أمريكية – بعد ميا هام – تسجل 20 هدفًا و20 تمريرة حاسمة في عام تقويمي واحد، كما أصبحت أصغر لاعبة تحقق هذا الإنجاز. سجلت مورغان وآبي وامباك سويًا 55 هدفًا، معادلَين رقمًا قياسيًا يعود لعام 1991. أعلن الاتحاد الأمريكي لكرة القدم اختيار مورغان أفضل رياضية أمريكية لعام 2012، كما حلّت في المركز الثالث في تصويت جائزة الكرة الذهبية من الفيفا.

### 2013–2014
واصلت أليكس مورغان تألقها في بطولة كأس الغارف 2013، بتقاسمها صدارة الهدافات بثلاثة أهداف، إضافة إلى أربع تمريرات حاسمة. كان من بين أهدافها هدف التعادل أمام السويد في نصف النهائي، وهدفين ضد ألمانيا في المباراة النهائية، ساهمت بهما في تتويج الولايات المتحدة باللقب. سبق لمورغان الفوز بالحذاء الذهبي للبطولة ذاتها عام 2011. سجّلت مورغان هدفين في الشوط الثاني من مباراة ودية أمام كندا في 2 يونيو 2013، انتهت بفوز الولايات المتحدة 3–0 أمام مدرجات مكتملة في تورونتو. اكتسبت المواجهة طابعًا خاصًا، إذ كانت الأولى بين المنتخبين منذ ملحمتهما الشهيرة في نصف نهائي أولمبياد لندن 2012. نالت مورغان خلال عام 2013 تقديرًا عالميًا واسعًا، بعد ترشّحها للمرة الثالثة على التوالي ضمن القائمة النهائية لجائزة أفضل لاعبة في العالم من الفيفا، وذلك عندما حلت رابعة في التصويت النهائي. كما حصلت على جائزة أفضل لاعبة في منطقة الكونكاكاف لعام 2013، وذلك ضمن النسخة الافتتاحية لجوائز الاتحاد. اختيرت مورغان ضمن أفضل تشكيلة في تاريخ المنتخب الوطني للسيدات في احتفال الاتحاد الأمريكي لكرة القدم بمرور 100 عام على تأسيسه، وكانت أصغر لاعبة تُضم إلى القائمة بعمر 24 عامًا.
سجلت مورغان خمسة أهداف في سبع مباريات دولية بعد عودتها من إصابة سابقة في عام 2014. غير أن موسمها تعرّض لانتكاسة جديدة، بعدما أصيبت في الكاحل في بطولة الكونكاكاف 2014، ما أدى إلى غيابها عن بقية منافسات البطولة.

### كأس العالم (2015)
عادت مورغان إلى صفوف المنتخب الأمريكي في فبراير 2015، وسجلت هدف الفوز في مباراة ودية انتهت بنتيجة 1-0 ضد إنجلترا. كما شاركت في بطولة كأس الغارف 2015، التي تُوّج فيها المنتخب الأمريكي بلقبه العاشر. سجلت مورغان هدفًا في الانتصار 3-0 على سويسرا في البطولة.
أمضت مورغان شهرين في التعافي من إصابة في الركبة قبل كأس العالم 2015. أُصيبت ركبتها في أبريل خلال موسم الدوري الوطني ضد بوسطن بريكرز. خاضت مورغان أول مباراة أساسية لها في نهائيات كأس العالم خلال مواجهة نيجيريا، التي انتهت بفوز الولايات المتحدة 1–0 ضمن الجولة الأخيرة من دور المجموعات، لتتأهل الولايات المتحدة متصدرة للمجموعة. سجلت مورغان هدفها الوحيد في الأدوار الإقصائية في فوز الولايات المتحدة 2–0 على كولومبيا في دور الـ16. كما حصلت على ركلتي جزاء حاسمتين ضد كولومبيا وألمانيا في دورَي الـ16 ونصف النهائي على التوالي. وشاركت أساسية في المباراة النهائية التي شهدت تتويج الولايات المتحدة بلقبها الثالث بعد فوزها على اليابان 5–2، ولعبت في جميع مباريات البطولة السبع منذ عودتها للتشكيلة الأساسية ضد نيجيريا.

### أولمبياد ريو (2016)

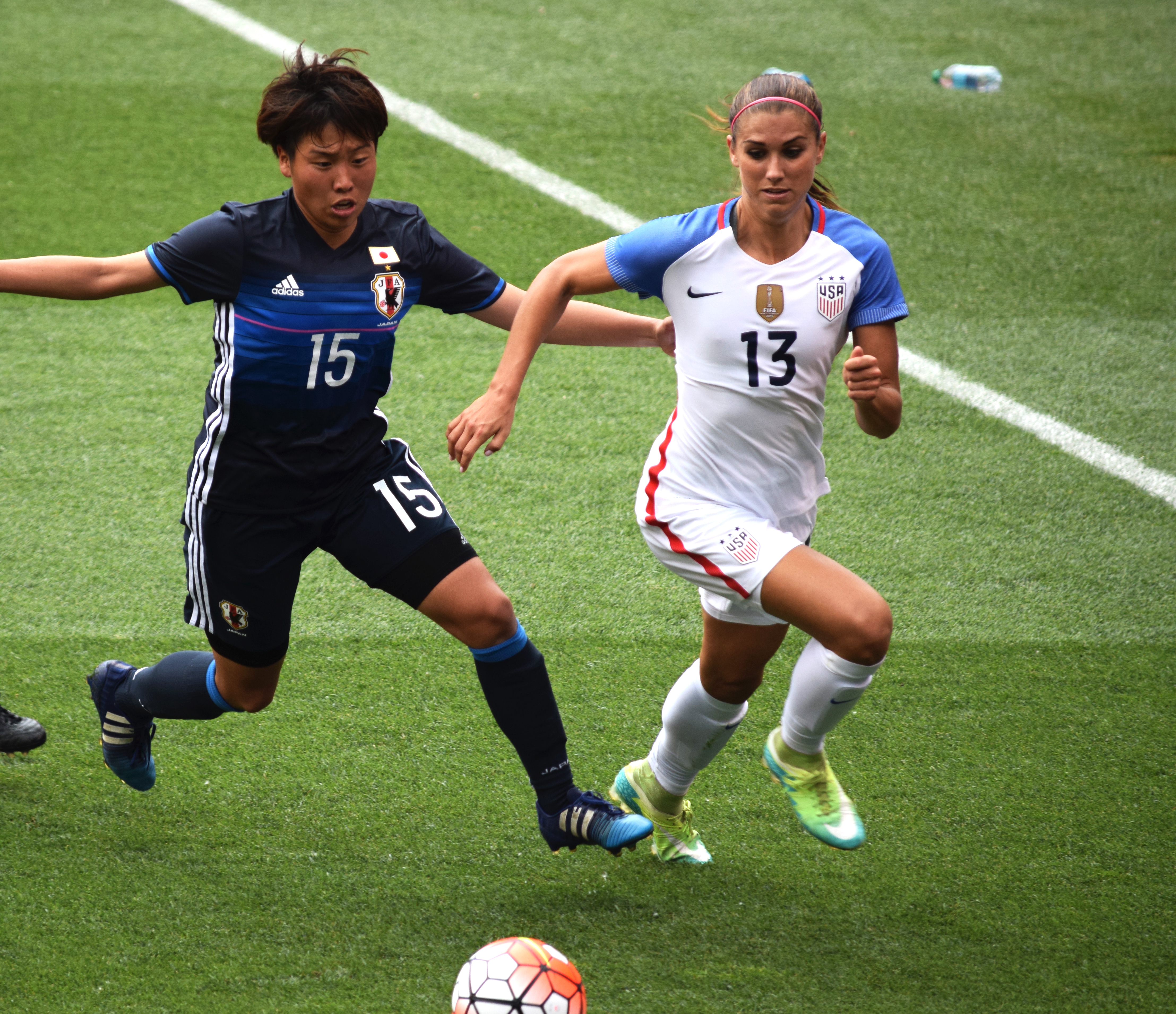
مورغان تواجه تحدي على الكرة من هيكاري تاكاجي (رقم 15) خلال مباراة ضد اليابان في كليفلاند بتاريخ 5 يونيو 2016.

تألقت مورغان في النسخة الأولى من بطولة كأس شي بيليفز في مارس 2016، وهي بطولة ودية شارك فيها منتخبات الولايات المتحدة، إنجلترا، فرنسا، وألمانيا. سجلت مورغان أهدافًا في الانتصارات على كل من فرنسا وألمانيا، وقادت الولايات المتحدة للفوز بالبطولة بتحقيق ثلاثة انتصارات متتالية. بفضل أدائها، حصلت على الحذاء الذهبي، وجائزة أفضل لاعبة في البطولة. وسجلت مورغان ثمانية أهداف في أول تسع مباريات دولية لها في العام.
خاضت مورغان في 23 يناير 2016 مباراتها الدولية رقم 100، في مباراة ودية ضد جمهورية أيرلندا انتهى بفوز الولايات المتحدة 5-0، سجلت خلاله هدفًا وقدمت تمريرة حاسمة. في تصفيات كونكاكاف الأولمبية، سجلت مورغان أسرع هدف في تاريخ المنتخب الأمريكي والبطولة بعد 12 ثانية فقط ضد كوستاريكا، وأضافت هدفًا آخر في المباراة التي انتهت بالفوز 5-0. ثم سجلت هاتريك ضد ترينيداد وتوباغو، وهو الثالث في مسيرتها الدولية، لتؤمن تأهل المنتخب إلى أولمبياد ريو 2016. كما بدأت أساسية في نهائي التصفيات ضد كندا، والذي انتهى بفوز الولايات المتحدة 2-0 وتتويجها باللقب. واختيرت ضمن أفضل تشكيلة للبطولة.
اختيرت مورغان في 12 يوليو 2016 ضمن قائمة المنتخب الأمريكي المشاركة في أولمبياد ريو، وشاركت أساسية في المباراة الافتتاحية ضد نيوزيلندا في 3 أغسطس وسجلت هدفًا. غادر المنتخب البطولة في ربع النهائي أمام السويد بعد الخسارة بركلات الترجيح، رغم أن مورغان سجلت هدف التعادل في الوقت الأصلي، إلا أنها أخفقت في تنفيذ ركلتها الترجيحية. أنهت مورغان العام بتسجيل هدفين في الفوز الودي بنتيجة 8-1 على رومانيا في 10 نوفمبر 2016، لتختتم عامًا حافلًا بالإنجازات الفردية والمشاركات الدولية.

### 2017–2018

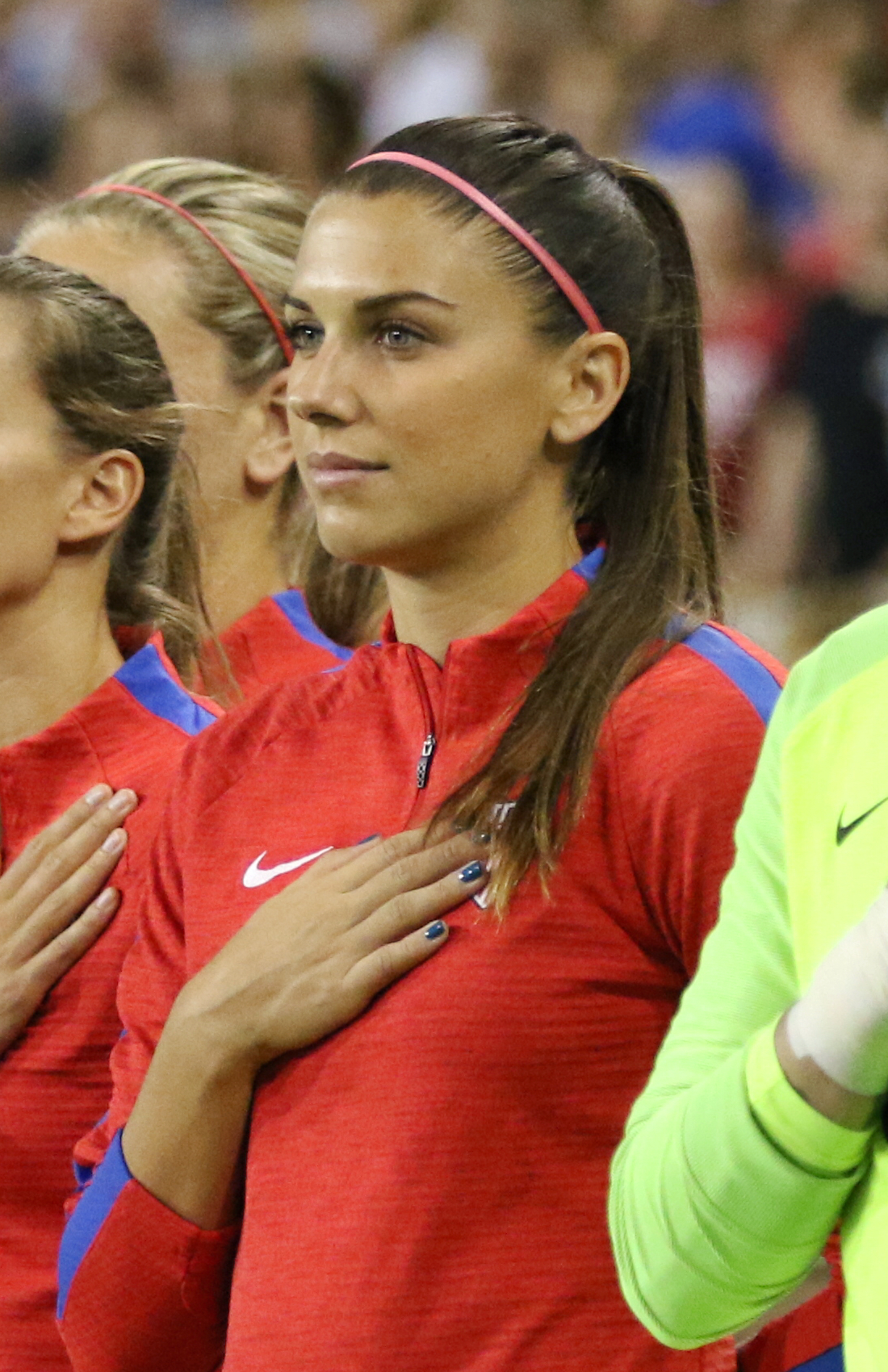
أليكس مورغان عام 2018.

شاركت مورغان في ثلاث مباريات ضمن بطولة كأس شي بيليفز 2017، من بينها مواجهة ضد إنجلترا بدأت فيها أساسية في الرابع من مارس. وفي السادس والعشرين من مايو، اختيرت ضمن قائمة المنتخب الأمريكي لخوض مباراتين وديتين خارج البلاد ضد السويد والنرويج خلال شهر يونيو، لكنها اضطرت إلى الانسحاب لاحقًا بسبب إصابتها في أوتار الركبة. عادت لاحقًا للمشاركة مع المنتخب في بطولة الأمم 2017، وسجلت هدفًا في مباراة ضد اليابان في الثالث من أغسطس. أنهت مورغان العام هدّافةً للمنتخب الأمريكي بتسجيلها سبعة أهداف، رغم غيابها فترات متقطعة بسبب الإصابة.
قدّمت مورغان موسمًا لافتًا مع المنتخب الأمريكي في 2018، سجلت خلاله 18 هدفًا في 19 مباراة دولية، ما جعلها من أبرز نجمات العام. تُوّج تألقها بحصولها على جائزة أفضل لاعبة كرة قدم من الاتحاد الأمريكي، متفوقة على أسماء بارزة مثل جولي إرتز، توبين هيث، ليندسي هوران، وميغان رابينو. من بين أبرز لحظاتها في 2018 كان تسجيلها هاتريك ضد اليابان في بطولة الأمم، والذي كان الرابع في مسيرتها الدولية، بالإضافة إلى سبعة أهداف سجلتها في بطولة كونكاكاف، ما منحها الحذاء الذهبي بصفتها أفضل هدافة في البطولة. ساهمت بشكل حاسم في تأهل الولايات المتحدة إلى كأس العالم 2019، بتسجيلها هدفين في الفوز على جامايكا في نصف النهائي يوم 14 أكتوبر، كما سجلت هدفًا في المباراة النهائية ضد كندا التي انتهت بفوز المنتخب الأمريكي بهدفين دون رد، لتحصد لقب بطولة كونكاكاف للمرة الثانية في مسيرتها.

### كأس العالم (2019)
قبل انطلاق كأس العالم 2019، بلغت مورغان هدفها الدولي المئة في مباراة ودية ضد أستراليا يوم 4 أبريل. أبرزت دورها القيادي في البطولة بتسجيلها خمسة أهداف في المباراة الافتتاحية لدور المجموعات أمام تايلاند، معادلة بذلك الرقم القياسي لأكبر عدد من الأهداف يُسجل في مباراة واحدة بكأس العالم، والذي كانت قد سجلته ميتشيل آكرز عام 1991. كما قدّمت ثلاث تمريرات حاسمة في المباراة نفسها، التي انتهت بفوز الولايات المتحدة بنتيجة 13-0، وهو أكبر هامش انتصار يُسجل في تاريخ كأس العالم للرجال أو السيدات. صنعت مورغان التاريخ مجددًا حين أصبحت أول امرأة تسجل هدفًا في كأس العالم في يوم عيد ميلادها، وذلك في المباراة التي فازت فيها الولايات المتحدة على إنجلترا 2-1 لتتأهل إلى النهائي. حصلت مورغان على ركلة جزاء ترجمَتها ميغان رابينو إلى هدف الافتتاح في النهائي الذي أُقيم في السابع من يوليو، الذي انتهى بفوز منتخب الولايات المتحدة على هولندا بهدفين دون رد، محققاً لقبه العالمي الرابع. أنهت مورغان البطولة بستة أهداف، ما خوّلها الفوز بالحذاء الفضي، خلف ميغان رابينو التي فازت بالحذاء الذهبي بفارق عدد دقائق اللعب فقط. شاركت مورغان بديلةً في المباراة الافتتاحية لجولة النصر ضد أيرلندا بعد البطولة، لكنها غابت عن بقية الجولة بسبب إصابة في الكاحل أنهت موسمها.

### أولمبياد طوكيو (2020)

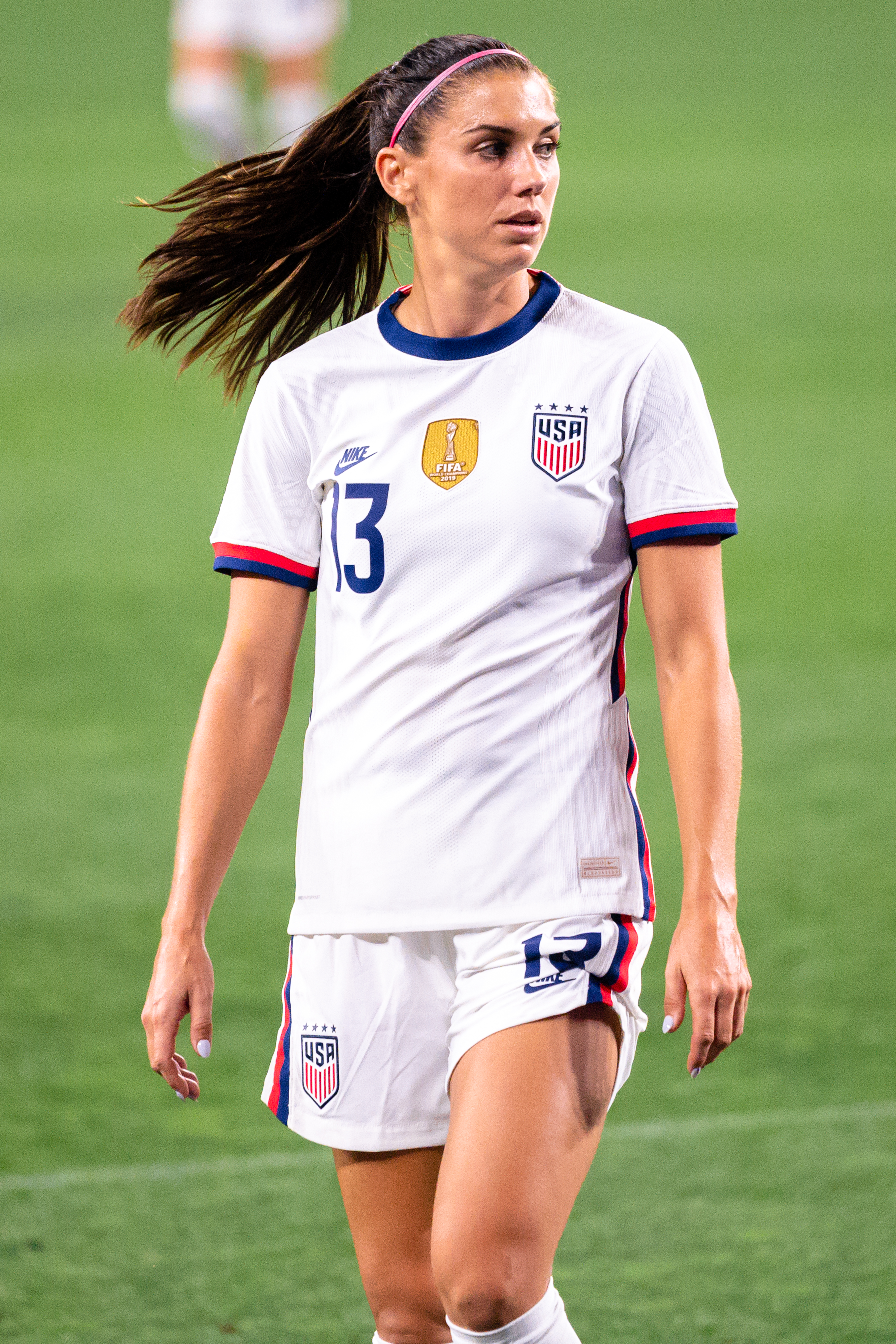
أليكس مورغان عام 2021.

غابت أليكس مورغان عن بطولة تصفيات كونكاكاف المؤهلة لأولمبياد طوكيو 2020، وكذلك عن كأس شي بيليفز 2020، بسبب حملها. عادت مورغان إلى صفوف المنتخب الأمريكي في 27 نوفمبر 2020، بعد تعطل منافسات كرة القدم على مستوى الأندية والمنتخبات نتيجة جائحة كوفيد-19، خلال مباراة ودية ضد هولندا، مسجلة أول ظهور لها مع الفريق منذ 509 أيام، منذ نهائي كأس العالم 2019 أمام نفس الخصم، وذلك في أول مباراة للمنتخب تحت قيادة المدرب الجديد فلاتكو أندونوفسكي. اختيرت ضمن قائمة المنتخب المشاركة في كأس شي بيليفز 2021 في فبراير 2021، وكانت ضمن القائمة النهائية المكونة من 18 لاعبة للمشاركة في أولمبياد طوكيو 2020 المؤجل. شاركت مورغان في جميع مباريات البطولة الست، وساهمت في فوز المنتخب بالميدالية البرونزية في 5 أغسطس بعد الانتصار على أستراليا بنتيجة 4-3. سجلت هدفًا في فوز المنتخب 6-1 على نيوزيلندا في مرحلة المجموعات يوم 24 يوليو، كما سجلت ركلة ترجيح بنجاح في مباراة ربع النهائي أمام هولندا في 30 يوليو. واصلت تألقها بتسجيل هاتريك في مباراة ودية ضد باراغواي أُقيمت في مدينة سينسيناتي في 21 سبتمبر 2021، ليكون الهاتريك الدولي السادس في مسيرتها.

### 2022
قرر المدرب فلاتكو أندونوفسكي في نوفمبر 2021 استبعاد عدد من اللاعبات المخضرمات، من بينهن أليكس مورغان، من قائمة المنتخب الأمريكي لمباراتين وديتين ضد أستراليا، مؤكدًا رغبته في منح اللاعبات الشابات مزيدًا من الفرص استعدادًا لكأس العالم 2023. وبناءً على هذا النهج، لم تُدرج مورغان في قائمة كأس شي بيليفز 2022 التي أُقيمت في فبراير. ومع ذلك، استُدعيت مجددًا إلى صفوف المنتخب في 13 يونيو 2022، للمشاركة في مباراتين وديتين أمام كولومبيا وفي بطولة كونكاكاف 2022. لعبت دورًا حاسمًا في فوز المنتخب الأمريكي باللقب الثالث على التوالي في البطولة، وتأهله المباشر إلى أولمبياد باريس 2024، حيث سجلت هدف الفوز من ركلة جزاء في المباراة النهائية ضد كندا، التي انتهت بنتيجة 1-0. كما ساهمت في تأهل المنتخب إلى كأس العالم 2023، بتسجيلها هدفين في المباراة الافتتاحية للبطولة ضد هايتي في 4 يوليو، وكانت حاضرة في الفوز العريض على جامايكا 5-0 في 7 يوليو. أُدرجت مورغان ضمن التشكيلة المثالية للبطولة، وفازت بالكرة الذهبية، كما أنها أنهت المسابقة ضمن الهدافات المشتركات بثلاثة أهداف، بالتساوي مع جوليا غروسو، جيسي فليمينغ، وخديجة شو.

### كأس العالم (2023)
شاركت مورغان في كأس العالم الرابعة لها في 2023. بدأت أساسية في جميع مباريات المجموعات الثلاث، بالإضافة إلى مباراة دور الـ16 ضد السويد، لكنها لم تسجل أي أهداف وقدمت تمريرة حاسمة واحدة فقط في البطولة. خسر المنتخب الأمريكي المباراة بركلات الترجيح، في أول خروج له قبل ربع النهائي في تاريخ البطولة.

### 2024
استُدعيت مورغان إلى صفوف المنتخب الأمريكي لتعويض غياب ميا فيشل المصابة في فبراير 2024، وارتدت القميص رقم 7 بدلاً من رقمها المعتاد. شاركت في المباراة الافتتاحية ضد جمهورية الدومينيكان وسجلت هدفًا.
لم تُختار مورغان ضمن قائمة المنتخب المكونة من 18 لاعبة لأولمبياد باريس 2024، مما جعلها أول بطولة كبرى للمنتخب الأمريكي بدون مورغان منذ أولمبياد 2008. أعلنت اعتزالها كرة القدم دوليًا ومحليًا في 5 سبتمبر 2024، عبر مقطع فيديو نشرته عبر وسائل التواصل الاجتماعي قالت فيه: "لقد طال الأمر، ولم يكن هذا القرار سهلاً، لكن في بداية 2024 شعرت في قلبي وروحي أن هذا سيكون آخر موسم ألعب فيه كرة القدم." أنهت أليكس مورغان مسيرتها الغنية بالإنجازات في عام 2024، بعد أن تركت بصمة لا تُمحى في تاريخ كرة القدم النسائية وساهمت بشكل بارز في تطورها وانتشارها العالمي.

## أعمال أخرى

### الكتب والمسلسلات التلفزيونية

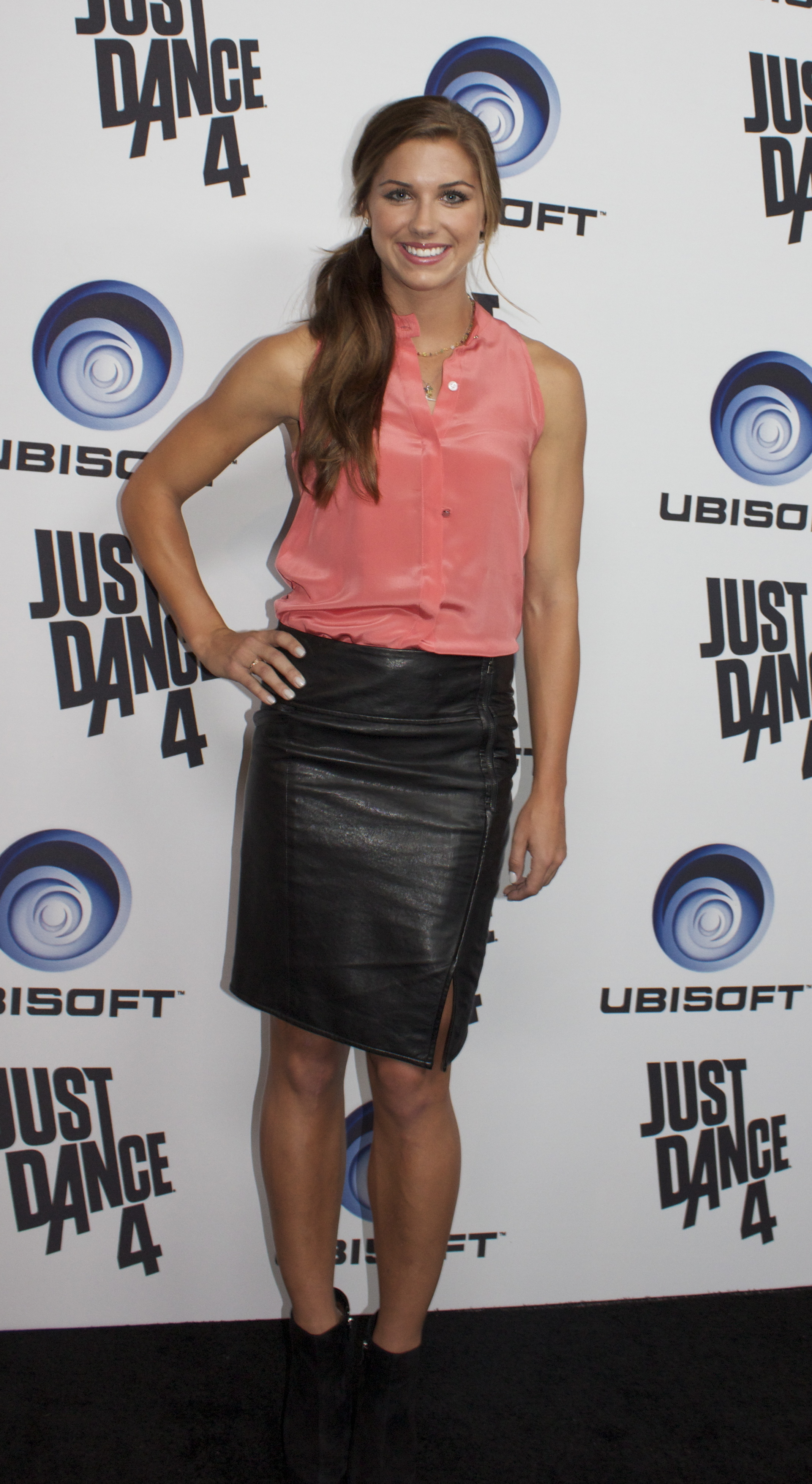
أليكس مورغان روائية منشورة، وظهرت في العديد من الحملات الإعلانية ومهام عرض الأزياء.

اقترح الكاتب والمنتج الأمريكي جيمس فراي في عام 2011، الذي كانت ابنته من معجبات مورغان، فكرة إنشاء سلسلة كتب تدور حول كرة القدم للفتيات الصغيرات. تعاون فراي مع مورغان لتطوير الفكرة، وفي عام 2012، وقّعت الأخيرة عقدًا مع دار النشر سايمون آند شوستر لتأليف سلسلة كتب بعنوان ذا كيكس، موجهة للقراء من المرحلة المتوسطة. ركزت السلسلة على أربع فتيات صغيرات، وتناولت موضوعات الصداقة، القيادة، وشغف كرة القدم. أوضحت مورغان في بيان صادر عن دار النشر أنها أرادت أن تُلهم كتبها الفتيات الصغيرات، وأن تكون احتفالًا بحبها لكرة القدم. صدرت الرواية الأولى من السلسلة، "إنقاذ الفريق" (Saving the team) في 14 مايو 2013، تلتها الرواية الثانية "موسم التخريب" (Sabotage Season) في 3 سبتمبر من العام ذاته. حلت الرواية الأولى في المركز السابع على قائمة نيويورك تايمز للكتب الأكثر مبيعًا للأطفال في المرحلة المتوسطة خلال أسبوعها الأول من المبيعات. لاحقًا، أنتجت شركة Full Fathom Five التابعة لجيمس فراي مسلسلًا كوميديًا للأطفال بعنوان ذا كيكس، استنادًا إلى السلسلة، بعدما وافقت منصة أمازون برايم على إنتاجه عام 2014، وعُرض عام 2015.

### الرعايات
وقّعت مورغان عددًا من عقود الرعاية مع شركات كبرى مثل نايك، باناسونيك، إيه تي آند تي، شوباني، ماكدونالدز، بروكتر آند غامبل، مونديليز إنترناشيونال، وكوكا-كولا. وفي يونيو 2015، صنّفتها مجلة تايم اللاعبة الأمريكية الأعلى أجرًا، ويُعزى ذلك بشكل رئيسي إلى هذه العقود الإعلانية. في يوليو 2011، أبرمت مورغان عقد رعاية مدته عام مع بنك أمريكا. وفي يناير 2012، أصبحت مع زميلتها هيثر ميتس سفيرتي علامة تجارية لشركة المنتجات الصحية GNC. كما ظهرت في العام نفسه ممثلة عن شركة يوبيسوفت للترويج للعبة الفيديو جاست دانس 4. في عام 2013، شاركت في إعلانات تلفزيونية لمصلحة شركة بريدجستون. وفي أكتوبر من العام ذاته دخلت في شراكة مدة عامين لتكون المتحدثة باسم منتج تشابستيك. لاحقًا، لعبت دور البطولة في إعلان وطني لشركة التأمين المتبادلة الوطنية بُثَّ في عام 2015. وظهرت في إعلانات لمنتج الزبادي شوباني في عام 2016. وفي يوليو 2018، انضمت إلى فريق السفراء لدى شركة Molecule، المتخصصة في صناعة مراتب ومستلزمات نوم تهدف إلى دعم استشفاء الرياضيين.
إلى جانب نشاطها التجاري، انضمت مورغان عام 2016 إلى برنامج "قوة الطفل" الذي أطلقته منظمة اليونيسف، في إطار جهود مكافحة سوء التغذية عالميًا، وتعزيز وعي الأطفال بواسطة أول جهاز قابل للارتداء لأغراض إنسانية.

### الدبلوماسية الرياضية
في عام 2017، شاركت أليكس مورغان وزوجها سيرفاندو كاراسكو في مهمة دبلوماسية رياضية إلى تنزانيا، بصفتهما مبعوثين رياضيين مع مكتب الدبلوماسية الرياضية التابع لوزارة الخارجية الأمريكية. استضاف الزوجان أثناء الرحلة عيادات تدريب لكرة القدم وزارا مدارس محلية، مساهمين في جهود تعزيز المساواة بين الجنسين والشمولية بواسطة الرياضة، وهي إحدى الأهداف الأساسية لهذه المبادرة الحكومية.

### في الثقافة الشعبية

#### المجلات
ظهرت مورغان في العديد من المجلات الشهيرة، لتُصبح من أبرز الوجوه الرياضية في الإعلام. في عدد سبورتس اليستريتد سويم سووت ايشيوز لعام 2012، ظهرت ضمن قسم الرياضيين الذين زُيّنت أجسادهم برسوم فنية، ما أثار اهتمامًا إعلاميًا واسعًا. شاركت في عدد الموسيقى الخاص بمجلة إي إس بي إن عام 2013، مقلدةً غلاف ألبوم واحد من الصبيان للمغنية كيتي بيري. في مايو 2015، ظهرت على غلاف مجلة إي إس بي إن إلى جانب زميلتيها آبي وامباك وسيدني ليرو، كما ظهرت على أغلفة متعددة لمجلة سبورتس إلستريتد قبل وبعد فوزها بكأس العالم 2015. وشاركت للمرة الثانية في عدد سبورتس إلستريتد سويم سوت في العام نفسه. في عام 2019، كانت مورغان واحدة من ثلاث عارضات على غلاف العدد السنوي إلى جانب تايرا بانكس وكاميل كوستيك. كما ظهرت على أغلفة مجلتي هيلث وسيلف. وظهرت في مجلات بارزة أخرى مثل شايب، فوغ، إل، تايم، وفورتشن، مما عزز مكانتها كأيقونة رياضية وثقافية.

#### الظهور في التلفزيون، الأفلام، والفيديوهات الموسيقية
شاركت مورغان في مجموعة متنوعة من الأعمال التلفزيونية والوثائقية، مما زاد من ظهورها الإعلامي خارج الملاعب. ظهرت إلى جانب زميلتها هوب سولو في إعلان تلفزيوني للترويج لبرنامج سبورتس سنتر على قناة إي إس بي إن في عام 2011. كانت مورغان وكارلي لويد ضيفتين في برنامج مباشر مع كيلي و مايكل في سبتمبر 2012 عقب مشاركتهما في أولمبياد لندن 2012. شاركت عام 2013 في الفيلم الوثائقي The 99ers ضمن سلسلة Nine for IX على قناة إي إس بي إن، الذي تناول إنجازات منتخب الولايات المتحدة في كأس العالم للسيدات 1999. شاركت في يناير 2015 ضيفةً في حلقة "الاختبار الرباعي" من مسلسل الأطفال نيكي، ريكي، ديكي، ودون. شاركت في أبريل 2015 مع آبي وامباك في برنامج أمريكان آيدول للإعلان عن أداء الفائز بالأغنية الرسمية لتغطية قناة فوكس لكأس العالم 2015. ظهرت في مايو 2015 بدور شخصية كرتونية من نفسها في حلقة من مسلسل عائلة سيمبسون إلى جانب كريستين بريس وآبي وامباك. في يوليو 2015، قدمت مورغان حفل جوائز إيسبي، حيث فازت مع زميلاتها في المنتخب بجائزة "أفضل فريق". في عام 2018، شاركت في الفيديو الموسيقي لأغنية بنات مثلك لفرقة مارون 5 بمشاركة كاردي بي، إلى جانب رياضيات مثل دانيكا باتريك، آلي رايزمان، وكلو كيم. ظهرت في يونيو 2018 ممثلة لأول مرة في فيلم أليكس وأنا مع سيينا أغودونغ، مجسدة دور نسخة خيالية من نفسها. أُعلن في 17 يوليو 2023 أن مورغان ستشارك شخصيةً أساسيةً في مسلسل وثائقي من إنتاج نتفليكس عن منتخب الولايات المتحدة في كأس العالم 2023.

#### ألعاب الفيديو
أصبحت أليكس مورغان في يوليو 2015، مع زميلتيها في بورتلاند ثورنز كريستين سينكلير وستيف كاتلي، من أولى الرياضيات اللواتي يظهرن على غلاف لعبة فيديو من سلسلة فيفا، وذلك بإصدار فيفا 16 الذي أنتجته شركة إي إيه سبورتس. ظهرت مورغان على الغلاف المخصص للولايات المتحدة، في حين ظهرت سينكلير على الغلاف الكندي، وكاتلي على الغلاف الأسترالي، إلى جانب النجم الأرجنتيني ليونيل ميسي الذي تصدّر النسخة العالمية من اللعبة. يمثل إصدار فيفا 16 علامة فارقة في سلسلة هذه الألعاب، كونه أول إصدار في تاريخ السلسلة يضم فرقاً نسائية دولية ضمن محتويات اللعبة. شاركت مورغان في إصدار فيفا 19 من خلال دور تفاعلي ضمن طور "مشوار الاحتراف"، مجسدةً إحدى شخصيات اللعبة، كما سجلت أداءً صوتياً للشخصية، واستعان مطورو اللعبة بمورغان بصفتها مستشارة فنية لمساعدتهم في تشكيل عالم كيم هانتر، الشخصية النسائية القابلة للعب ضمن هذا النمط من اللعبة.

#### موكب الاحتفال والتكريم في البيت الأبيض

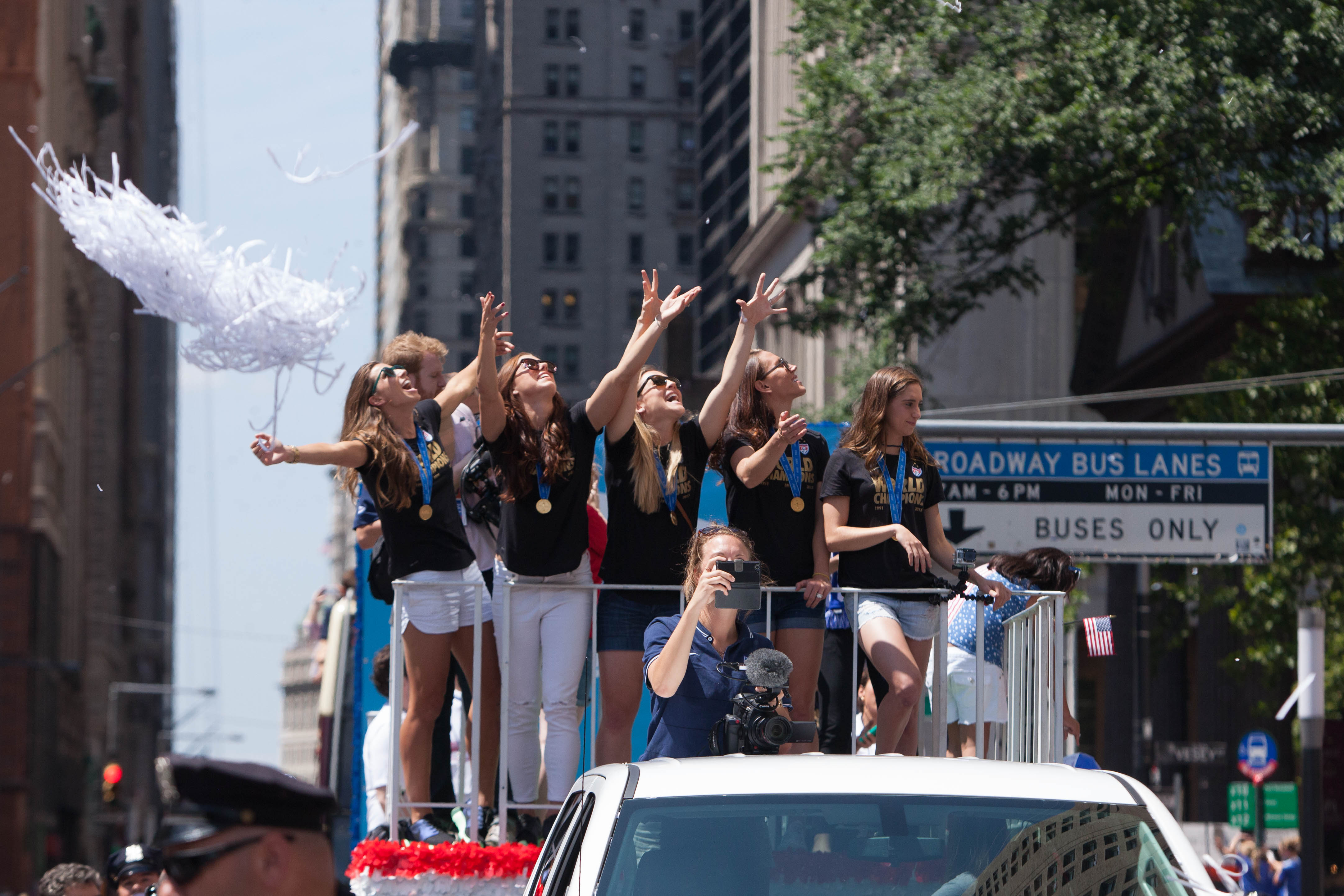
أليكس مورغان وزملاؤها في الفريق خلال موكب شريط التيكر التكريمي في مدينة نيويورك، يوليو 2015

بعد تتويج منتخب الولايات المتحدة بلقب كأس العالم 2015، أصبحت مورغان وزميلاتها أول فريق نسائي في تاريخ الرياضة يُحتفى به بموكب الشريط الورقي في مدينة نيويورك. قدّم عمدة المدينة بيل دي بلاسيو مفتاح المدينة لكل لاعبة. استُقبل الفريق في البيت الأبيض في أكتوبر من العام نفسه حيث كرّمه الرئيس الأمريكي باراك أوباما تقديرًا لفوز اللاعبات بلقب كأس العالم.

## حياتها الشخصية
تزوجت أليكس مورغان من لاعب كرة القدم سيرفاندو كاراسكو في ليلة رأس السنة لعام 2014، بعد أن التقيا خلال دراستهما في جامعة كاليفورنيا، بيركلي، حيث كانا يلعبان كرة القدم. أعلن الزوجان في أكتوبر 2019 عن انتظارهما لطفلهما الأول، ورُزقا بابنتهما في 7 مايو 2020. في إعلان اعتزالها بتاريخ 5 سبتمبر 2024، كشفت مورغان عن حملها بطفلها الثاني، وفي 30 مارس أعلنت عبر حسابها على إنستغرام عن ولادة ابنها "إنزو".
لقّبها زملائها في المنتخب الأمريكي بـ"الحصان الصغير" (Baby Horse)، في إشارة إلى سرعتها وأسلوبها النشيط في الجري، بالإضافة إلى صغر سنها في بداية مسيرتها. حصلت في 24 يناير 2016 على مفتاح مدينة دايموند بار، مسقط رأسها.
كانت مورغان ضمن مجموعة من الرياضيين الذين زاروا متنزه إبكوت في فلوريدا في 1 أكتوبر 2017، حيث ورد في تقرير الشرطة أنهم كانوا "تحت تأثير الكحول وعدوانيين لفظيًا تجاه الموظفين والزوار". مُنعت المجموعة، التي ضمت مورغان، من دخول ممتلكات ديزني بعد تلقيهم تحذيرًا بالتعدي، دون توجيه أي تهم رسمية. اعتذرت مورغان علنًا في تغريدة قالت فيها: "سأتعلم من هذا وأتأكد ألا يتكرر الأمر".
في سبتمبر من العام نفسه، أصبحت مورغان وزميلتها ميغان رابينو أول لاعبتين أمريكيتين تنضمان إلى مبادرة "الهدف المشترك" التي أسسها خوان ماتا، حيث تبرعت بنسبة 1% من دخلها لدعم منظمات خيرية تستخدم كرة القدم وسيلة للتغيير الاجتماعي.
مورغان تتبع نظامًا غذائيًا نباتيًا، وقد اختيرت إلى جانب لاعب كرة السلة كايري إيرفينغ أجمل المشاهير النباتيين لعام 2019 من قِبل منظمة بيتا.

## الإحصائيات

### المسيرة الجامعية
| الفريق الجامعي        | السنة   | الظهور | الأهداف |
| --------------------- | ------- | ------ | ------- |
| كاليفورنيا غولدن بيرز | 2007    | 17     | 8       |
| كاليفورنيا غولدن بيرز | 2008    | 17     | 9       |
| كاليفورنيا غولدن بيرز | 2009    | 21     | 14      |
| كاليفورنيا غولدن بيرز | 2010    | 12     | 14      |
| المجموع               | المجموع | 67     | 45      |

### النادي
| النادي             | الموسم   | الدوري           | الدوري | الدوري  | الدوري | الدوري  | الكأس  | الكأس   | قاري   | قاري    | المجموع | المجموع | مصادر                   | مصادر |
| النادي             | الموسم   | الدرجة           | الموسم | الموسم  | الملحق | الملحق  | الكأس  | الكأس   | قاري   | قاري    | المجموع | المجموع | مصادر                   | مصادر |
| النادي             | الموسم   | الدرجة           | الظهور | الأهداف | الظهور | الأهداف | الظهور | الأهداف | الظهور | الأهداف | الظهور  | الأهداف | مصادر                   | مصادر |
| ------------------ | -------- | ---------------- | ------ | ------- | ------ | ------- | ------ | ------- | ------ | ------- | ------- | ------- | ----------------------- | ----- |
| ويست كوست          | 2008     | الدوري الممتاز   | 1      | 2       | 0      | 0       | –      | –       | –      | –       | 1       | 2       | [ 279 ]                 |       |
| ويست كوست          | 2009     | الدوري الممتاز   | 1      | 0       | —      | —       | –      | –       | –      | –       | 1       | 0       | [ 279 ] [ 280 ]         |       |
| ويست كوست          | المجموع  | المجموع          | 2      | 2       | 0      | 0       | –      | –       | –      | –       | 2       | 2       | —                       |       |
| كاليفورنيا ستورم   | 2010     | الدوري الممتاز   | 3      | 5       | 0      | 0       | –      | –       | –      | –       | 3       | 5       | [ 279 ]                 |       |
| بالي بلوز          | 2010     | الدوري الأمريكي  | 3      | 1       | 0      | 0       | –      | –       | –      | –       | 3       | 1       | [ 279 ]                 |       |
| وسترن نيويورك فلاش | 2011     | دوري المحترفات   | 13     | 4       | 1      | 0       | –      | –       | –      | –       | 14      | 4       | [ 281 ] [ 282 ] [ 283 ] |       |
| سياتل سوندرز       | 2012     | الدوري الأمريكي  | 3      | 2       | 0      | 0       | –      | –       | –      | –       | 3       | 2       | [ 39 ]                  |       |
| بورتلاند ثورنز     | 2013     | الدوري الوطني    | 18     | 8       | 1      | 0       | –      | –       | –      | –       | 19      | 8       | [ 284 ] [ 285 ]         |       |
| بورتلاند ثورنز     | 2014     | الدوري الوطني    | 14     | 6       | 1      | 0       | –      | –       | –      | –       | 15      | 6       | [ 286 ] [ 287 ]         |       |
| بورتلاند ثورنز     | 2015     | الدوري الوطني    | 4      | 1       | —      | —       | –      | –       | –      | –       | 4       | 1       | [ 288 ]                 |       |
| بورتلاند ثورنز     | المجموع  | المجموع          | 36     | 15      | 2      | 0       | –      | –       | –      | –       | 38      | 15      | —                       |       |
| أورلاندو برايد     | 2016     | الدوري الوطني    | 15     | 4       | –      | –       | –      | –       | –      | –       | 15      | 4       | [ 289 ]                 |       |
| أورلاندو برايد     | 2017     | الدوري الوطني    | 13     | 9       | 1      | 0       | –      | –       | –      | –       | 14      | 9       | [ 289 ]                 |       |
| أورلاندو برايد     | 2018     | الدوري الوطني    | 19     | 5       | –      | –       | –      | –       | –      | –       | 19      | 5       | [ 289 ]                 |       |
| أورلاندو برايد     | 2019     | الدوري الوطني    | 6      | 0       | –      | –       | –      | –       | –      | –       | 6       | 0       | [ 289 ]                 |       |
| أورلاندو برايد     | 2020     | الدوري الوطني    | –      | –       | –      | –       | 0      | 0       | –      | –       | 0       | 0       | [ 289 ]                 |       |
| أورلاندو برايد     | 2021     | الدوري الوطني    | 13     | 5       | –      | –       | 2      | 0       | –      | –       | 15      | 5       | [ 289 ]                 |       |
| أورلاندو برايد     | المجموع  | المجموع          | 66     | 23      | 1      | 0       | 2      | 0       | —      | —       | 69      | 23      | —                       |       |
| ليون               | 2016–17  | الدوري الفرنسي   | 8      | 5       | —      | —       | 3      | 7       | 5      | 0       | 16      | 12      | [ 290 ] [ 291 ]         |       |
| توتنهام هوتسبير    | 2020–21  | الدوري الإنجليزي | 4      | 2       | —      | —       | 1      | 0       | —      | —       | 5       | 2       |                         |       |
| سان دييغو ويف      | 2022     | الدوري الوطني    | 17     | 15      | 2      | 1       | 6      | 4       | –      | –       | 25      | 20      | [ 292 ]                 |       |
| سان دييغو ويف      | 2023     | الدوري الوطني    | 18     | 7       | 1      | 0       | 1      | 0       | –      | –       | 20      | 7       |                         |       |
| سان دييغو ويف      | 2024     | الدوري الوطني    | 13     | 0       | 0      | 0       | 1      | 1       | 3      | 0       | 17      | 1       |                         |       |
| سان دييغو ويف      | المجموع  | المجموع          | 48     | 22      | 3      | 1       | 8      | 5       | 3      | 0       | 62      | 28      | —                       |       |
| الإجمالي           | الإجمالي | الإجمالي         | 186    | 81      | 7      | 1       | 14     | 12      | 8      | 0       | 215     | 94      | —                       |       |

ملاحظات
1. ↑  يشمل كأس فرنسا للسيدات، كأس رابطة الدوري الإنجليزي للسيدات، وكأس التحدي لدوري كرة القدم الوطني للسيدات.
2. ↑  ظهور في دوري أبطال أوروبا للسيدات
3. ↑  المشاركات في كأس الصيف المشتركة بين الدوري الوطني لكرة القدم للسيدات ودوري ليغا إم إكس فمينيل.

### دولي
| المنتخب الوطني   | السنة   | الظهور | الأهداف | مصادر   |
| ---------------- | ------- | ------ | ------- | ------- |
| الولايات المتحدة | 2010    | 8      | 4       | [ 293 ] |
| الولايات المتحدة | 2011    | 19     | 6       | [ 294 ] |
| الولايات المتحدة | 2012    | 31     | 28      | [ 295 ] |
| الولايات المتحدة | 2013    | 12     | 6       | [ 296 ] |
| الولايات المتحدة | 2014    | 7      | 5       | [ 297 ] |
| الولايات المتحدة | 2015    | 22     | 7       | [ 298 ] |
| الولايات المتحدة | 2016    | 21     | 17      | [ 299 ] |
| الولايات المتحدة | 2017    | 14     | 7       | [ 300 ] |
| الولايات المتحدة | 2018    | 19     | 18      | [ 301 ] |
| الولايات المتحدة | 2019    | 16     | 9       | [ 302 ] |
| الولايات المتحدة | 2020    | 1      | 0       | [ 303 ] |
| الولايات المتحدة | 2021    | 20     | 8       |         |
| الولايات المتحدة | 2022    | 10     | 4       |         |
| الولايات المتحدة | 2023    | 15     | 2       |         |
| الولايات المتحدة | 2024    | 9      | 2       |         |
| المجموع          | المجموع | 224    | 123     |         |

## الأعمال السينمائية
| السنة | العنوان                                 | الدور | ملاحظات                      |
| ----- | --------------------------------------- | ----- | ---------------------------- |
| 2015  | نيكي ريكي ديكي ودون                     | نفسها | حلقة "الإختبار الرباعي"      |
| 2015  | ذا كيكس                                 | نفسها | الحلقة الأولى؛ كاتبة أيضاً    |
| 2015  | تايلور سويفت: جولة 1989 العالمية مباشرة | نفسها | فيلم حفل موسيقي              |
| 2018  | أليكس و أنا                             | نفسها | دي في دي                     |
| 2019  | أليكس مورغان: المعادلة                  | نفسها | مسلسل تلفزيوني قصير؛ 4 حلقات |

### فيديو موسيقي
| السنة | العنوان                                                                | الفنان(ون)           | الدور            | مصادر                   |
| ----- | ---------------------------------------------------------------------- | -------------------- | ---------------- | ----------------------- |
| 2018  | "فتيات مثلكِ" (النسخة الأصلية، المجلد الثاني، وإصدارات الفيديو العمودي) | مارون 5 يضم كاردي بي | نفسها (ظهور خاص) | [ 304 ] [ 305 ] [ 306 ] |

## الجوائز والإنجازات

### وسترن نيويورك فلاش
- بطولة دوري المحترفات (WPS): 2011[307]

### بورتلاند ثورنز
- بطولة الدوري الوطني (NWSL): 2013[308]

### ليون
- الدوري الفرنسي: 2016–17[309]
- كأس فرنسا: 2016–17[309]
- دوري أبطال أوروبا: 2016–17[309]

### سان دييغو ويف
- درع الدوري الوطني: 2023[310]
- كأس التحدي: 2024[311]

### منتخب الولايات المتحدة تحت 20 سنة
- كأس العالم تحت 20 سنة: 2008[312]
- وصيفة بطولة الكونكاكاف تحت 20 سنة: 2008

### منتخب الولايات المتحدة
- كأس العالم: 2015[313]، 2019[314]
- الميدالية الذهبية الأولمبية: 2012[312]
- الميدالية البرونزية الأولمبية: 2020
- بطولة الكونكاكاف: 2014[312]، 2018[315]، 2022[316]
- كأس الكونكاكاف الذهبية: 2024[317]
- تصفيات الكونكاكاف الأولمبية: 2012، 2016[312]
- كأس شي بيليفز: 2016[312]، 2018[318]، 2021[319]، 2022[320]، 2023[321]، 2024[322]
- كأس ألغارف: 2011، 2013، 2015[312]
- بطولة الأمم الأربع: 2011[312]

### إنجازات فردية
- الكرة الفضية في كأس العالم تحت 20 سنة: 2008[323]
- الحذاء البرونزي في كأس العالم تحت 20 سنة: 2008[323]
- فريق نجوم كأس العالم تحت 20 سنة: 2008[324]
- جائزة إيسبي لأفضل رياضية: 2019[325]
- مرشحة لجائزة إيسبي لأفضل رياضي صاعد: 2012[326]
- مرشحة لجائزة إيسبي لأفضل لحظة: 2013[327]
- جائزة إيسبي لأفضل فريق: 2015، 2019[328]
- جائزة مؤسسة الرياضة النسائية لرياضية العام، رياضة جماعية: 2012[329]
- رياضية العام حسب الاتحاد الأمريكي لكرة القدم: 2012[330]، 2018[331]
- مرشحة نهائية لجائزة أفضل لاعب في العالم من الفيفا: 2012[332]
- جائزة أفضل لاعبة كرة قدم من الفيفا (ذا بيست): 2019 (مرشحة نهائية)[333]، 2022 (مرشحة نهائية)[334]
- الفريق الثاني الأفضل في الدوري الوطني: 2013[335]، 2017[336]
- لاعبة العام في الكونكاكاف: 2013[337]، 2016[338]، 2017[339]، 2018[340]
- أفضل فريق في تاريخ المنتخب الأمريكي للسيدات: 2013[341]
- الحذاء الذهبي والكرة الذهبية في كأس شي بيليفز: 2016[342]
- فريق العالم للسيدات فيفا فيفبرو: 2016، 2017، 2019[343]، 2021[344]، 2022[345]، 2023[346]
- الحذاء الذهبي في بطولة الكونكاكاف: 2018
- فريق العالم للسيدات حسب الاتحاد الدولي لتاريخ وإحصاءات كرة القدم: 2017[347]، 2018[348]، 2019[349]، 2022[350]
- فريق العقد للسيدات العالمي حسب الاتحاد الدولي لتاريخ وإحصاءات كرة القدم: 2011–2020[351]
- فريق العقد للسيدات في الكونكاكاف للاتحاد الدولي لتاريخ وإحصاءات كرة القدم: 2011–2020[352]
- الحذاء الفضي في كأس العالم: 2019[353]
- الكرة الذهبية في بطولة الكونكاكاف: 2022[316]
- أفضل فريق في بطولة الكونكاكاف: 2022[354]
- الحذاء الذهبي في الدوري الوطني: 2022[355]
- أفضل 11 في الدوري الوطني: 2022[356]
- كأس التحدي 2024: أفضل لاعبة في النهائي[357]

## روابط خارجية
- أليكس مورغان على موقع الاتحاد الدولي (مؤرشف)  (الإنجليزية)
- أليكس مورغان على موقع الاتحاد الأوربي (الإنجليزية)
- أليكس مورغان على موقع إي إس بي إن إف سي (الإنجليزية)
- أليكس مورغان على موقع قاعدة بيانات كرة القدم.إي يو (الإنجليزية)
- أليكس مورغان على موقع ليكيب (الفرنسية)
- أليكس مورغان على موقع Soccerway.com (الإنجليزية)
- أليكس مورغان على موقع اللجنة الأولمبية الدولية (الإنجليزية)
- أليكس مورغان على موقع أوليمبيديا (الإنجليزية)
- أليكس مورغان على موقع اللجنة الأولمبية والبارالمبية الأمريكية (الإنجليزية)
- أليكس مورغان على موقع IMDb (الإنجليزية)
- أليكس مورغان على موقع قاعدة بيانات الفيلم (الإنجليزية)